# Liste der Vögel Österreichs
Die Liste der Vögel Österreichs führt die Arten der Vögel (Aves) auf, deren Vorkommen in Österreich beobachtet worden sind.
Grundlage für die Liste ist die von Hans-Martin Berg et al. bearbeitete Artenliste der Vögel Österreichs mit dem Stand vom Dezember 2021. Die taxonomische Reihenfolge und die Nomenklatur entsprechen der in der genannten Quelle.
Die Liste enthält nur Arten, deren Nachweise durch die Avifaunistische Kommission (AfK) Österreich anerkannt wurden. Außerdem werden nur die Arten berücksichtigt, deren Beobachtung auf Feststellung wildlebender Tiere zurückzuführen ist sowie diejenigen, die eingebürgert sind, das heißt, die ursprünglich in anderen Regionen vorkommen, die sich jedoch inzwischen durch Fortpflanzung längerfristig etabliert haben (Neozoen). Insgesamt umfasst die Liste 443 Arten, davon sind 216 Arten regelmäßige Brutvögel, weitere 89 Arten treten regelmäßig auf, ohne zu brüten, und 102 Arten gelten als Ausnahmeerscheinungen.
Die unter Status eingetragenen Bezeichnungen weisen auf die Art des Vorkommens hin. Die Angabe „regelmäßiger Brutvogel“ kennzeichnet Arten, die sich in Österreich in mindestens acht der Jahre von 2012 bis 2021 fortgepflanzt haben. Bei diesen Arten wird von weiteren Statusangaben, die sich auf den Zeitraum außerhalb der Brutzeit beziehen, abgesehen. Als „unregelmäßiger Brutvogel“ gekennzeichnete Arten haben seit 1800 in mindestens drei Jahren in Österreich gebrütet, davon muss mindestens eines im Zeitraum von 2012 bis 2021 liegen. Mit der Angabe „eingebürgert“ handelt es sich dabei um vom Menschen absichtlich oder unabsichtlich eingeführte Arten (Neozoen), die sich in Österreich durch Fortpflanzung etabliert haben. Die Angabe „ausnahmsweise Brutvogel“ beschreibt Arten, die von 1800 bis 2021 in höchstens drei Jahren in Österreich gebrütet haben. Bei der Angabe „ehemaliger Brutvogel“ gab es vor 2012 ein regelmäßiges oder unregelmäßiges Brutvorkommen der betreffenden Art in Österreich, zwischen 2012 und 2021 wurden jedoch keine Bruten mehr nachgewiesen. Als „Durchzügler“ sind Arten gekennzeichnet, die Österreich regelmäßig als Zugvögel durchqueren, als „Sommergast“ bzw. „Wintergast“ solche, die sich im Sommer bzw. Winter in Österreich aufhalten, ohne dort zu brüten. Bei Arten, die mit der Angabe „unregelmäßiger Gast“ versehen sind, handelt es sich um Arten, die in Österreich insgesamt mindestens fünfzehnmal sowie von 2002 bis 2021 in höchstens fünfzehn verschiedenen Jahren, jedoch mindestens fünfmal nachgewiesen wurden. Die Angabe „Ausnahmeerscheinung“ kennzeichnet Arten, die nur selten in Österreich festgestellt wurden. Dies trifft zu, wenn insgesamt weniger als fünfzehn Nachweise oder von 2002 bis 2021 höchstens fünf Nachweise erbracht wurden.
Die unter RL-Status verzeichneten Abkürzungen verweisen auf den Status in der Roten Liste der Brutvögel Österreichs in der 5. Fassung von 2017 und haben folgende Bedeutung: RE – regional ausgestorben (regionally extinct), CR – vom Aussterben bedroht (critically endangered), EN – stark gefährdet (endangered), VU – gefährdet (vulnerable), NT – Gefährdung droht bzw. Vorwarnliste (near threatened), LC – nicht gefährdet (least concern).

## Anseriformes– Entenverwandte

### Anatidae– Entenvögel
| Bild           | deutscher Name mit Hörprobe                                                                   | wissenschaftlicher Name, Autor und Wikidata-Link           | Verbreitungsgebiet                      | Status                                                           | IUCN-RL | RL-Status | Bemerkung |
| -------------- | --------------------------------------------------------------------------------------------- | ---------------------------------------------------------- | --------------------------------------- | ---------------------------------------------------------------- | ------- | --------- | --- |
| weitere Bilder | Ringelgans                                                                                    | Branta bernicla (Linnaeus, 1758)                           | Branta bernicla – Verbreitung           | unregelmäßiger Gast                                              | [ 7 ]   |           | |
| weitere Bilder | Rothalsgans                                                                                   | Branta ruficollis (Pallas, 1769)                           | Branta ruficollis – Verbreitung         | Durchzügler                                                      | [ 8 ]   |           | |
| weitere Bilder | Kanadagans                                                                                    | Branta canadensis (Linnaeus, 1758)                         | Branta canadensis – Verbreitung         | eingeführter, unregelmäßiger Brutvogel und Gast                  | [ 9 ]   |           | |
| weitere Bilder | Weißwangengans, Nonnengans                                                                    | Branta leucopsis (Bechstein, 1803)                         | Branta leucopsis – Verbreitung          | Durchzügler, Wintergast, ausnahmsweise Brutvogel                 | [ 10 ]  |           | |
| weitere Bilder | Graugans                                                                                      | Anser anser (Linnaeus, 1758)                               | Anser anser – Verbreitung               | regelmäßiger Brutvogel                                           | [ 11 ]  | LC        | |
| weitere Bilder | Waldsaatgans, Saatgans, Rietgans                                                              | Anser fabalis (Latham, 1787)                               | Anser fabalis – Verbreitung             | unregelmäßiger Gast                                              | [ 12 ]  |           | |
| weitere Bilder | Kurzschnabelgans, Kleine Rietgans                                                             | Anser brachyrhynchus Baillon, 1834                         | Anser brachyrhynchus – Verbreitung      | unregelmäßiger Gast                                              | [ 13 ]  |           | |
| weitere Bilder | Tundrasaatgans, Saatgans, Rietgans                                                            | Anser serrirostris Gould, 1852                             |                                         | Durchzügler, Wintergast                                          |         |           | |
| weitere Bilder | Blässgans, Blessgans                                                                          | Anser albifrons (Scopoli, 1769)                            | Anser albifrons – Verbreitung           | Durchzügler, Wintergast                                          | [ 14 ]  |           | |
| weitere Bilder | Zwerggans, Zwergblässgans                                                                     | Anser erythropus (Linnaeus, 1758)                          | Anser erythropus – Verbreitung          | Durchzügler, Wintergast                                          | [ 15 ]  |           | |
| weitere Bilder | Schwarzschwan                                                                                 | Cygnus atratus (Latham, 1790)                              | Cygnus atratus – Verbreitung            | eingeführter, unregelmäßiger Brutvogel                           | [ 16 ]  |           | In Wien an der Alten Donau bestand von den 1950er bis 1990er Jahren eine etablierte Population.                           |
| weitere Bilder | Höckerschwan                                                                                  | Cygnus olor (Gmelin, 1789)                                 | Cygnus olor – Verbreitung               | regelmäßiger Brutvogel                                           | [ 17 ]  |           | |
| weitere Bilder | Zwergschwan                                                                                   | Cygnus columbianus Yarrell, 1830                           | Cygnus columbianus – Verbreitung        | Wintergast                                                       | [ 18 ]  |           | |
| weitere Bilder | Singschwan                                                                                    | Cygnus cygnus (Linnaeus, 1758)                             | Cygnus cygnus – Verbreitung             | Durchzügler, Wintergast                                          | [ 19 ]  |           | |
| weitere Bilder | Nilgans                                                                                       | Alopochen aegyptiaca (Linnaeus, 1766)                      | Alopochen aegyptiaca – Verbreitung      | eingeführter, regelmäßiger Brutvogel                             | [ 20 ]  |           | |
| weitere Bilder | Brandgans                                                                                     | Tadorna tadorna (Linnaeus, 1758)                           | Tadorna tadorna – Verbreitung           | regelmäßiger Brutvogel                                           | [ 21 ]  | VU        | |
| weitere Bilder | Rostgans                                                                                      | Tadorna ferruginea (Pallas, 1764)                          | Tadorna ferruginea – Verbreitung        | eingeführter Sommergast, Wintergast und unregelmäßiger Brutvogel | [ 22 ]  |           | vor 1950 als Wildvogel nachgewiesen, seitdem wohl Gastvogel aus etablierten, eingeführten Brutpopulationen anderer Länder |
| weitere Bilder | Mandarinente                                                                                  | Aix galericulata (Linnaeus, 1758)                          | Aix galericulata – Verbreitung          | eingeführter, regelmäßiger Brutvogel                             | [ 23 ]  |           | |
| weitere Bilder | Knäkente                                                                                      | Spatula querquedula (Linnaeus, 1758)                       | Spatula querquedula – Verbreitung       | regelmäßiger Brutvogel                                           | [ 24 ]  | VU        | |
| weitere Bilder | Blauflügelente                                                                                | Spatula discors (Linnaeus, 1766)                           | Spatula discors – Verbreitung           | Ausnahmeerscheinung                                              | [ 25 ]  |           | |
| weitere Bilder | Löffelente                                                                                    | Spatula clypeata (Linnaeus, 1758)                          | Spatula clypeata – Verbreitung          | regelmäßiger Brutvogel                                           | [ 26 ]  | EN        | |
| weitere Bilder | Schnatterente, Mittelente, Knarrente                                                          | Mareca strepera (Linnaeus, 1758)                           | Mareca strepera – Verbreitung           | regelmäßiger Brutvogel                                           | [ 27 ]  | NT        | |
| weitere Bilder | Sichelente                                                                                    | Mareca falcata (Georgi, 1775)                              |                                         | Ausnahmeerscheinung                                              | [ 28 ]  |           | |
| weitere Bilder | Pfeifente                                                                                     | Mareca penelope (Linnaeus, 1758)                           | Mareca penelope – Verbreitung           | Durchzügler, Wintergast                                          | [ 29 ]  |           | |
| weitere Bilder | Kanadapfeifente                                                                               | Mareca americana (Gmelin, 1789)                            | Mareca americana – Verbreitung          | Ausnahmeerscheinung                                              | [ 30 ]  |           | |
| weitere Bilder | Stockente                                                                                     | Anas platyrhynchos Linnaeus, 1758                          | Anas platyrhynchos – Verbreitung        | regelmäßiger Brutvogel                                           | [ 31 ]  | LC        | |
| weitere Bilder | Spießente                                                                                     | Anas acuta Linnaeus, 1758                                  | Anas acuta – Verbreitung                | Durchzügler, Wintergast, unregelmäßiger Brutvogel                | [ 32 ]  | CR        | |
| weitere Bilder | Krickente, Kriekente, Wachtelente                                                             | Anas crecca Linnaeus, 1758                                 | Anas crecca – Verbreitung               | regelmäßiger Brutvogel                                           | [ 33 ]  | EN        | |
| weitere Bilder | Amerikanische Krickente, Nordamerikanische Krickente, Carolinakrickente, Krickente, Kriekente | Anas carolinensis Gmelin, 1789                             | Anas carolinensis – Verbreitung         | Ausnahmeerscheinung                                              | [ 34 ]  |           | |
| weitere Bilder | Kolbenente                                                                                    | Netta rufina (Pallas, 1773)                                | Netta rufina – Verbreitung              | regelmäßiger Brutvogel                                           | [ 35 ]  | NT        | |
| weitere Bilder | Tafelente                                                                                     | Aythya ferina (Linnaeus, 1758)                             | Aythya ferina – Verbreitung             | regelmäßiger Brutvogel                                           | [ 36 ]  | EN        | |
| weitere Bilder | Moorente                                                                                      | Aythya nyroca (Güldenstädt, 1770)                          | Aythya nyroca – Verbreitung             | regelmäßiger Brutvogel                                           | [ 37 ]  | VU        | |
| weitere Bilder | Ringschnabelente, Halsringente                                                                | Aythya collaris (Donovan, 1809)                            | Aythya collaris – Verbreitung           | Ausnahmeerscheinung                                              | [ 38 ]  |           | |
| weitere Bilder | Reiherente                                                                                    | Aythya fuligula (Linnaeus, 1758)                           | Aythya fuligula – Verbreitung           | regelmäßiger Brutvogel                                           | [ 39 ]  | LC        | |
| weitere Bilder | Bergente                                                                                      | Aythya marila (Linnaeus, 1761)                             | Aythya marila – Verbreitung             | Durchzügler, Wintergast                                          | [ 40 ]  |           | |
| weitere Bilder | Eiderente, Eidergans, St.-Cuthbertsente                                                       | Somateria mollissima (Linnaeus, 1758)                      | Somateria mollissima – Verbreitung      | Durchzügler, Wintergast, ausnahmsweise Brutvogel                 | [ 41 ]  |           | |
| weitere Bilder | Kragenente                                                                                    | Histrionicus histrionicus (Linnaeus, 1758)                 | Histrionicus histrionicus – Verbreitung | Ausnahmeerscheinung                                              | [ 42 ]  |           | |
| weitere Bilder | Samtente                                                                                      | Melanitta fusca (Linnaeus, 1758)                           | Melanitta fusca – Verbreitung           | Durchzügler, Wintergast                                          | [ 43 ]  |           | |
| weitere Bilder | Trauerente, Atlantische Trauerente                                                            | Melanitta nigra (Linnaeus, 1758)                           | Melanitta nigra – Verbreitung           | Durchzügler, Wintergast                                          | [ 44 ]  |           | |
| weitere Bilder | Eisente                                                                                       | Clangula hyemalis (Linnaeus, 1758)                         | Clangula hyemalis – Verbreitung         | Durchzügler, Wintergast                                          | [ 45 ]  |           | |
| weitere Bilder | Schellente                                                                                    | Bucephala clangula (Linnaeus, 1758)                        | Bucephala clangula – Verbreitung        | regelmäßiger Brutvogel                                           | [ 46 ]  | VU        | |
| weitere Bilder | Zwergsäger                                                                                    | Mergellus albellus, Syn.: Mergus albellus (Linnaeus, 1758) | Mergellus albellus – Verbreitung        | Durchzügler, Wintergast                                          | [ 47 ]  |           | |
| weitere Bilder | Gänsesäger                                                                                    | Mergus merganser Linnaeus, 1758                            | Mergus merganser – Verbreitung          | regelmäßiger Brutvogel                                           | [ 48 ]  | VU        | |
| weitere Bilder | Mittelsäger                                                                                   | Mergus serrator Linnaeus, 1758                             | Mergus serrator – Verbreitung           | Durchzügler, Wintergast                                          | [ 49 ]  |           | |
| weitere Bilder | Schwarzkopf-Ruderente                                                                         | Oxyura jamaicensis (Gmelin, 1789)                          | Oxyura jamaicensis – Verbreitung        | unregelmäßiger Gast                                              | [ 50 ]  |           | Gastvogel aus etablierten, eingeführten Brutpopulationen anderer Länder                                                   |
| weitere Bilder | Weißkopf-Ruderente, Weißkopf-Ruderente                                                        | Oxyura leucocephala (Scopoli, 1769)                        | Oxyura leucocephala – Verbreitung       | Ausnahmeerscheinung                                              | [ 51 ]  |           | |

## Galliformes– Hühnervögel

### Phasianidae– Fasanenverwandte
| Bild           | deutscher Name mit Hörprobe | wissenschaftlicher Name, Autor und Wikidata-Link | Verbreitungsgebiet                | Status                               | IUCN-RL | RL-Status | Bemerkung |
| -------------- | --------------------------- | ------------------------------------------------ | --------------------------------- | ------------------------------------ | ------- | --------- | --------- |
| weitere Bilder | Haselhuhn                   | Tetrastes bonasia (Linnaeus, 1758)               | Tetrastes bonasia – Verbreitung   | regelmäßiger Brutvogel               | [ 52 ]  | NT        |           |
| weitere Bilder | Alpenschneehuhn             | Lagopus muta (Montin, 1776)                      | Lagopus muta – Verbreitung        | regelmäßiger Brutvogel               | [ 53 ]  | LC        |           |
| weitere Bilder | Auerhuhn                    | Tetrao urogallus Linnaeus, 1758                  | Tetrao urogallus – Verbreitung    | regelmäßiger Brutvogel               | [ 54 ]  | NT        |           |
| weitere Bilder | Birkhuhn                    | Lyrurus tetrix (Linnaeus, 1758)                  | Lyrurus tetrix – Verbreitung      | regelmäßiger Brutvogel               | [ 55 ]  | NT        |           |
| weitere Bilder | Rebhuhn                     | Perdix perdix (Linnaeus, 1758)                   | Perdix perdix – Verbreitung       | regelmäßiger Brutvogel               | [ 56 ]  | VU        |           |
| weitere Bilder | Jagdfasan                   | Phasianus colchicus Linnaeus, 1758               | Phasianus colchicus – Verbreitung | eingeführter, regelmäßiger Brutvogel | [ 57 ]  |           |           |
| weitere Bilder | Wachtel                     | Coturnix coturnix (Linnaeus, 1758)               | Coturnix coturnix – Verbreitung   | regelmäßiger Brutvogel               | [ 58 ]  | LC        |           |
| weitere Bilder | Steinhuhn                   | Alectoris graeca (Meisner, 1804)                 | Alectoris graeca – Verbreitung    | regelmäßiger Brutvogel               | [ 59 ]  | LC        |           |

## Caprimulgiformes– Nachtschwalbenvögel

### Caprimulgidae– Nachtschwalben
| Bild           | deutscher Name mit Hörprobe                            | wissenschaftlicher Name, Autor und Wikidata-Link | Verbreitungsgebiet                  | Status                 | IUCN-RL | RL-Status | Bemerkung |
| -------------- | ------------------------------------------------------ | ------------------------------------------------ | ----------------------------------- | ---------------------- | ------- | --------- | --------- |
| weitere Bilder | Ziegenmelker, Europäischer Ziegenmelker, Nachtschwalbe | Caprimulgus europaeus Linnaeus, 1758             | Caprimulgus europaeus – Verbreitung | regelmäßiger Brutvogel | [ 60 ]  | VU        |           |

## Apodiformes– Seglervögel

### Apodidae– Segler
| Bild           | deutscher Name mit Hörprobe | wissenschaftlicher Name, Autor und Wikidata-Link | Verbreitungsgebiet               | Status                 | IUCN-RL | RL-Status | Bemerkung |
| -------------- | --------------------------- | ------------------------------------------------ | -------------------------------- | ---------------------- | ------- | --------- | --------- |
| weitere Bilder | Alpensegler                 | Tachymarptis melba (Linnaeus, 1758)              | Tachymarptis melba – Verbreitung | regelmäßiger Brutvogel | [ 61 ]  | VU        |           |
| weitere Bilder | Mauersegler                 | Apus apus (Linnaeus, 1758)                       | Apus apus – Verbreitung          | regelmäßiger Brutvogel | [ 62 ]  | LC        |           |

## Otidiformes– Trappen

### Otididae– Trappen
| Bild           | deutscher Name mit Hörprobe                  | wissenschaftlicher Name, Autor und Wikidata-Link | Verbreitungsgebiet                   | Status                                    | IUCN-RL | RL-Status | Bemerkung |
| -------------- | -------------------------------------------- | ------------------------------------------------ | ------------------------------------ | ----------------------------------------- | ------- | --------- | --------- |
| weitere Bilder | Großtrappe                                   | Otis tarda Linnaeus, 1758                        | Otis tarda – Verbreitung             | regelmäßiger Brutvogel                    | [ 63 ]  | VU        |           |
| weitere Bilder | Steppenkragentrappe, Asiatische Kragentrappe | Chlamydotis macqueenii (Gray, 1832)              | Chlamydotis macqueenii – Verbreitung | Ausnahmeerscheinung                       | [ 64 ]  |           |           |
| weitere Bilder | Zwergtrappe                                  | Tetrax tetrax (Linnaeus, 1758)                   | Tetrax tetrax – Verbreitung          | Ausnahmeerscheinung, ehemaliger Brutvogel | [ 65 ]  | RE        |           |

## Cuculiformes– Kuckucke

### Cuculidae– Kuckucke
| Bild           | deutscher Name mit Hörprobe | wissenschaftlicher Name, Autor und Wikidata-Link | Verbreitungsgebiet                | Status                 | IUCN-RL | RL-Status | Bemerkung |
| -------------- | --------------------------- | ------------------------------------------------ | --------------------------------- | ---------------------- | ------- | --------- | --------- |
| weitere Bilder | Häherkuckuck                | Clamator glandarius (Linnaeus, 1758)             | Clamator glandarius – Verbreitung | Ausnahmeerscheinung    | [ 66 ]  |           |           |
| weitere Bilder | Kuckuck                     | Cuculus canorus Linnaeus, 1758                   | Cuculus canorus – Verbreitung     | regelmäßiger Brutvogel | [ 67 ]  | LC        |           |

## Pterocliformes– Flughühner

### Pteroclidae– Flughühner
| Bild           | deutscher Name mit Hörprobe  | wissenschaftlicher Name, Autor und Wikidata-Link | Verbreitungsgebiet                 | Status              | IUCN-RL | RL-Status | Bemerkung                 |
| -------------- | ---------------------------- | ------------------------------------------------ | ---------------------------------- | ------------------- | ------- | --------- | ------------------------- |
| weitere Bilder | Steppenflughuhn, Steppenhuhn | Syrrhaptes paradoxus (Pallas, 1773)              | Syrrhaptes paradoxus – Verbreitung | Ausnahmeerscheinung | [ 68 ]  |           | nur vor 1950 nachgewiesen |

## Columbiformes– Tauben

### Columbidae– Tauben
| Bild           | deutscher Name mit Hörprobe                                       | wissenschaftlicher Name, Autor und Wikidata-Link | Verbreitungsgebiet                       | Status                               | IUCN-RL | RL-Status | Bemerkung |
| -------------- | ----------------------------------------------------------------- | ------------------------------------------------ | ---------------------------------------- | ------------------------------------ | ------- | --------- | --------- |
| weitere Bilder | Straßentaube, Stadttaube                                          | Columba livia f. domestica Gmelin, 1789          | Columba livia f. domestica – Verbreitung | eingeführter, regelmäßiger Brutvogel | [ 69 ]  |           |           |
| weitere Bilder | Hohltaube                                                         | Columba oenas Linnaeus, 1758                     | Columba oenas – Verbreitung              | regelmäßiger Brutvogel               | [ 70 ]  | LC        |           |
| weitere Bilder | Ringeltaube                                                       | Columba palumbus Linnaeus, 1758                  | Columba palumbus – Verbreitung           | regelmäßiger Brutvogel               | [ 71 ]  | LC        |           |
| weitere Bilder | Turteltaube                                                       | Streptopelia turtur (Linnaeus, 1758)             | Streptopelia turtur – Verbreitung        | regelmäßiger Brutvogel               | [ 72 ]  | NT        |           |
| weitere Bilder | Orientturteltaube, Bergturteltaube, Meena-Turteltaube, Meenataube | Streptopelia orientalis (Latham, 1790)           | Streptopelia orientalis – Verbreitung    | Ausnahmeerscheinung                  | [ 73 ]  |           |           |
| weitere Bilder | Türkentaube                                                       | Streptopelia decaocto (Frivaldszky, 1838)        | Streptopelia decaocto – Verbreitung      | regelmäßiger Brutvogel               | [ 74 ]  | LC        |           |

## Gruiformes– Kranichvögel

### Rallidae– Rallen
| Bild           | deutscher Name mit Hörprobe                   | wissenschaftlicher Name, Autor und Wikidata-Link       | Verbreitungsgebiet                | Status                             | IUCN-RL | RL-Status | Bemerkung                 |
| -------------- | --------------------------------------------- | ------------------------------------------------------ | --------------------------------- | ---------------------------------- | ------- | --------- | ------------------------- |
| weitere Bilder | Wasserralle                                   | Rallus aquaticus Linnaeus, 1758                        | Rallus aquaticus – Verbreitung    | regelmäßiger Brutvogel             | [ 75 ]  | LC        |                           |
| weitere Bilder | Wachtelkönig, Wiesenralle, Wiesenknarrer      | Crex crex (Linnaeus, 1758)                             | Crex crex – Verbreitung           | regelmäßiger Brutvogel             | [ 76 ]  | VU        |                           |
| weitere Bilder | Tüpfelsumpfhuhn                               | Porzana porzana (Linnaeus, 1766)                       | Porzana porzana – Verbreitung     | regelmäßiger Brutvogel             | [ 77 ]  | CR        | nur vor 1950 nachgewiesen |
| weitere Bilder | Teichhuhn, Teichralle                         | Gallinula chloropus (Linnaeus, 1758)                   | Gallinula chloropus – Verbreitung | regelmäßiger Brutvogel             | [ 78 ]  | LC        |                           |
| weitere Bilder | Blässhuhn, Blässralle, Wasserhuhn, Duckente   | Fulica atra Linnaeus, 1758                             | Fulica atra – Verbreitung         | regelmäßiger Brutvogel             | [ 79 ]  | LC        |                           |
| weitere Bilder | Purpurhuhn                                    | Porphyrio porphyrio (Linnaeus, 1758)                   |                                   | Ausnahmeerscheinung                | [ 80 ]  |           |                           |
| weitere Bilder | Zwergsumpfhuhn                                | Zapornia pusilla, Syn.: Porzana pusilla (Pallas, 1776) | Zapornia pusilla – Verbreitung    | unregelmäßiger Brut- und Gastvogel | [ 81 ]  |           |                           |
| weitere Bilder | Kleines Sumpfhuhn, Kleinsumpfhuhn, Kleinralle | Zapornia parva (Scopoli, 1769)                         | Zapornia parva – Verbreitung      | regelmäßiger Brutvogel             | [ 82 ]  | VU        |                           |

### Gruidae– Kraniche
| Bild           | deutscher Name mit Hörprobe                  | wissenschaftlicher Name, Autor und Wikidata-Link      | Verbreitungsgebiet               | Status                                           | IUCN-RL | RL-Status | Bemerkung |
| -------------- | -------------------------------------------- | ----------------------------------------------------- | -------------------------------- | ------------------------------------------------ | ------- | --------- | --------- |
| weitere Bilder | Jungfernkranich                              | Anthropoides virgo, Syn.: Grus virgo (Linnaeus, 1758) | Anthropoides virgo – Verbreitung | Ausnahmeerscheinung                              | [ 83 ]  |           |           |
| weitere Bilder | Kranich, Grauer Kranich, Eurasischer Kranich | Grus grus (Linnaeus, 1758)                            | Grus grus – Verbreitung          | Durchzügler, ehemaliger/unregelmäßiger Brutvogel | [ 84 ]  | RE        |           |

## Podicipediformes– Lappentaucher

### Podicipedidae– Lappentaucher
| Bild           | deutscher Name mit Hörprobe | wissenschaftlicher Name, Autor und Wikidata-Link | Verbreitungsgebiet                   | Status                                            | IUCN-RL | RL-Status | Bemerkung |
| -------------- | --------------------------- | ------------------------------------------------ | ------------------------------------ | ------------------------------------------------- | ------- | --------- | --------- |
| weitere Bilder | Zwergtaucher                | Tachybaptus ruficollis (Pallas, 1764)            | Tachybaptus ruficollis – Verbreitung | regelmäßiger Brutvogel                            | [ 85 ]  | NT        |           |
| weitere Bilder | Rothalstaucher              | Podiceps grisegena (Boddaert, 1783)              | Podiceps grisegena – Verbreitung     | Durchzügler, Wintergast, ehemaliger Brutvogel     | [ 86 ]  |           |           |
| weitere Bilder | Haubentaucher               | Podiceps cristatus (Linnaeus, 1758)              | Podiceps cristatus – Verbreitung     | regelmäßiger Brutvogel                            | [ 87 ]  | LC        |           |
| weitere Bilder | Ohrentaucher                | Podiceps auritus (Linnaeus, 1758)                | Podiceps auritus – Verbreitung       | Durchzügler, Wintergast                           | [ 88 ]  |           |           |
| weitere Bilder | Schwarzhalstaucher          | Podiceps nigricollis Brehm, CL, 1831             | Podiceps nigricollis – Verbreitung   | Durchzügler, Wintergast, unregelmäßiger Brutvogel | [ 89 ]  | CR        |           |

## Phoenicopteriformes– Flamingos

### Phoenicopteridae– Flamingos
| Bild           | deutscher Name mit Hörprobe | wissenschaftlicher Name, Autor und Wikidata-Link | Verbreitungsgebiet | Status              | IUCN-RL | RL-Status | Bemerkung |
| -------------- | --------------------------- | ------------------------------------------------ | ------------------ | ------------------- | ------- | --------- | --------- |
| weitere Bilder | Rosaflamingo                | Phoenicopterus roseus Pallas, 1811               |                    | Ausnahmeerscheinung | [ 90 ]  |           |           |

## Charadriiformes– Regenpfeifervögel

### Burhinidae– Triele
| Bild           | deutscher Name mit Hörprobe | wissenschaftlicher Name, Autor und Wikidata-Link | Verbreitungsgebiet                | Status                 | IUCN-RL | RL-Status | Bemerkung |
| -------------- | --------------------------- | ------------------------------------------------ | --------------------------------- | ---------------------- | ------- | --------- | --------- |
| weitere Bilder | Triel                       | Burhinus oedicnemus (Linnaeus, 1758)             | Burhinus oedicnemus – Verbreitung | regelmäßiger Brutvogel | [ 91 ]  | CR        |           |

### Haematopodidae– Austernfischer
| Bild           | deutscher Name mit Hörprobe | wissenschaftlicher Name, Autor und Wikidata-Link | Verbreitungsgebiet                  | Status      | IUCN-RL | RL-Status | Bemerkung |
| -------------- | --------------------------- | ------------------------------------------------ | ----------------------------------- | ----------- | ------- | --------- | --------- |
| weitere Bilder | Austernfischer              | Haematopus ostralegus Linnaeus, 1758             | Haematopus ostralegus – Verbreitung | Durchzügler | [ 92 ]  |           |           |

### Recurvirostridae– Säbelschnäblerverwandte
| Bild           | deutscher Name mit Hörprobe | wissenschaftlicher Name, Autor und Wikidata-Link | Verbreitungsgebiet                   | Status                 | IUCN-RL | RL-Status | Bemerkung |
| -------------- | --------------------------- | ------------------------------------------------ | ------------------------------------ | ---------------------- | ------- | --------- | --------- |
| weitere Bilder | Stelzenläufer               | Himantopus himantopus (Linnaeus, 1758)           | Himantopus himantopus – Verbreitung  | regelmäßiger Brutvogel | [ 93 ]  | NT        |           |
| weitere Bilder | Säbelschnäbler              | Recurvirostra avosetta Linnaeus, 1758            | Recurvirostra avosetta – Verbreitung | regelmäßiger Brutvogel | [ 94 ]  | VU        |           |

### Charadriidae– Regenpfeiferverwandte
| Bild           | deutscher Name mit Hörprobe                                                                                 | wissenschaftlicher Name, Autor und Wikidata-Link                 | Verbreitungsgebiet                    | Status                 | IUCN-RL | RL-Status | Bemerkung |
| -------------- | --- | ---------------------------------------------------------------- | ------------------------------------- | ---------------------- | ------- | --------- | --------- |
| weitere Bilder | Kiebitz | Vanellus vanellus (Linnaeus, 1758)                               | Vanellus vanellus – Verbreitung       | regelmäßiger Brutvogel | [ 95 ]  | NT        |           |
| weitere Bilder | Steppenkiebitz                                                                                              | Vanellus gregarius (Pallas, 1771)                                | Vanellus gregarius – Verbreitung      | unregelmäßiger Gast    | [ 96 ]  |           |           |
| weitere Bilder | Weißschwanzkiebitz                                                                                          | Vanellus leucurus (Lichtenstein, 1823)                           |                                       | Ausnahmeerscheinung    | [ 97 ]  |           |           |
| weitere Bilder | Goldregenpfeifer                                                                                            | Pluvialis apricaria (Linnaeus, 1758)                             | Pluvialis apricaria – Verbreitung     | Durchzügler            | [ 98 ]  |           |           |
| weitere Bilder | Sibirischer Goldregenpfeifer, Pazifischer Goldregenpfeifer, Tundra-Goldregenpfeifer                         | Pluvialis fulva (Gmelin, 1789)                                   | Pluvialis fulva – Verbreitung         | Ausnahmeerscheinung    | [ 99 ]  |           |           |
| weitere Bilder | Prärie-Goldregenpfeifer, Amerikanischer Goldregenpfeifer, Prärie-Goldregenpfeifer, Kleiner Goldregenpfeifer | Pluvialis dominica (Statius Müller, 1776)                        | Pluvialis dominica – Verbreitung      | Ausnahmeerscheinung    | [ 100 ] |           |           |
| weitere Bilder | Kiebitzregenpfeifer                                                                                         | Pluvialis squatarola (Linnaeus, 1758)                            | Pluvialis squatarola – Verbreitung    | Durchzügler            | [ 101 ] |           |           |
| weitere Bilder | Sandregenpfeifer                                                                                            | Charadrius hiaticula Linnaeus, 1758                              | Charadrius hiaticula – Verbreitung    | Durchzügler            | [ 102 ] |           |           |
| weitere Bilder | Flussregenpfeifer                                                                                           | Charadrius dubius Scopoli, 1786                                  | Charadrius dubius – Verbreitung       | regelmäßiger Brutvogel | [ 103 ] | VU        |           |
| weitere Bilder | Seeregenpfeifer                                                                                             | Charadrius alexandrinus Linnaeus, 1758                           | Charadrius alexandrinus – Verbreitung | regelmäßiger Brutvogel | [ 104 ] | EN        |           |
| weitere Bilder | Wüstenregenpfeifer                                                                                          | Charadrius leschenaultii Lesson, 1826                            |                                       | Ausnahmeerscheinung    | [ 105 ] |           |           |
| weitere Bilder | Mornellregenpfeifer, Mornell                                                                                | Charadrius morinellus, Syn.: Eudromias morinellus Linnaeus, 1758 | Charadrius morinellus – Verbreitung   | regelmäßiger Brutvogel | [ 106 ] | CR        |           |

### Scolopacidae– Schnepfenverwandte
| Bild           | deutscher Name mit Hörprobe                         | wissenschaftlicher Name, Autor und Wikidata-Link | Verbreitungsgebiet                   | Status                                            | IUCN-RL | RL-Status | Bemerkung |
| -------------- | --------------------------------------------------- | ------------------------------------------------ | ------------------------------------ | ------------------------------------------------- | ------- | --------- | --------- |
| weitere Bilder | Regenbrachvogel                                     | Numenius phaeopus (Linnaeus, 1758)               | Numenius phaeopus – Verbreitung      | Durchzügler                                       | [ 107 ] |           |           |
| weitere Bilder | Dünnschnabel-Brachvogel                             | Numenius tenuirostris Vieillot, 1817             | Numenius tenuirostris – Verbreitung  | Ausnahmeerscheinung                               | [ 108 ] |           |           |
| weitere Bilder | Großer Brachvogel, Brachvogel                       | Numenius arquata (Linnaeus, 1758)                | Numenius arquata – Verbreitung       | regelmäßiger Brutvogel                            | [ 109 ] | EN        |           |
| weitere Bilder | Pfuhlschnepfe                                       | Limosa lapponica (Linnaeus, 1758)                | Limosa lapponica – Verbreitung       | Durchzügler                                       | [ 110 ] |           |           |
| weitere Bilder | Uferschnepfe                                        | Limosa limosa (Linnaeus, 1758)                   | Limosa limosa – Verbreitung          | regelmäßiger Brutvogel                            | [ 111 ] | EN        |           |
| weitere Bilder | Steinwälzer                                         | Arenaria interpres (Linnaeus, 1758)              | Arenaria interpres – Verbreitung     | Durchzügler                                       | [ 112 ] |           |           |
| weitere Bilder | Knutt, Knuttstrandläufer                            | Calidris canutus (Linnaeus, 1758)                | Calidris canutus – Verbreitung       | Durchzügler                                       | [ 113 ] |           |           |
| weitere Bilder | Kampfläufer                                         | Calidris pugnax (Linnaeus, 1758)                 | Calidris pugnax – Verbreitung        | Durchzügler, ehemaliger Brutvogel                 | [ 114 ] | RE        |           |
| weitere Bilder | Sumpfläufer                                         | Calidris falcinellus (Pontoppidan, 1763)         | Calidris falcinellus – Verbreitung   | Durchzügler                                       | [ 115 ] |           |           |
| weitere Bilder | Spitzschwanzstrandläufer, Spitzschwanz-Strandläufer | Calidris acuminata (Horsfield, 1821)             | Calidris acuminata – Verbreitung     | Ausnahmeerscheinung                               | [ 116 ] |           |           |
| weitere Bilder | Sichelstrandläufer                                  | Calidris ferruginea (Pontoppidan, 1763)          | Calidris ferruginea – Verbreitung    | Durchzügler                                       | [ 117 ] |           |           |
| weitere Bilder | Temminckstrandläufer                                | Calidris temminckii (Leisler, 1812)              | Calidris temminckii – Verbreitung    | Durchzügler                                       | [ 118 ] |           |           |
| weitere Bilder | Sanderling                                          | Calidris alba (Pallas, 1764)                     | Calidris alba – Verbreitung          | Durchzügler                                       | [ 119 ] |           |           |
| weitere Bilder | Alpenstrandläufer                                   | Calidris alpina (Linnaeus, 1758)                 | Calidris alpina – Verbreitung        | Durchzügler                                       | [ 120 ] |           |           |
| weitere Bilder | Meerstrandläufer                                    | Calidris maritima (Brünnich, 1764)               | Calidris maritima – Verbreitung      | Ausnahmeerscheinung                               | [ 121 ] |           |           |
| weitere Bilder | Bairdstrandläufer                                   | Calidris bairdii (Coues, 1861)                   | Calidris bairdii – Verbreitung       | Ausnahmeerscheinung                               | [ 122 ] |           |           |
| weitere Bilder | Zwergstrandläufer                                   | Calidris minuta (Leisler, 1812)                  | Calidris minuta – Verbreitung        | Durchzügler                                       | [ 123 ] |           |           |
| weitere Bilder | Weißbürzel-Strandläufer, Weißbürzel-Strandläufer    | Calidris fuscicollis (Vieillot, 1819)            | Calidris fuscicollis – Verbreitung   | Ausnahmeerscheinung                               | [ 124 ] |           |           |
| weitere Bilder | Grasläufer                                          | Calidris subruficollis (Vieillot, 1819)          | Calidris subruficollis – Verbreitung | unregelmäßiger Gast                               | [ 125 ] |           |           |
| weitere Bilder | Graubrust-Strandläufer, Graubrust-Strandläufer      | Calidris melanotos (Vieillot, 1819)              | Calidris melanotos – Verbreitung     | Durchzügler                                       | [ 126 ] |           |           |
| weitere Bilder | Sandstrandläufer                                    | Calidris pusilla (Linnaeus, 1766)                | Calidris pusilla – Verbreitung       | Ausnahmeerscheinung                               | [ 127 ] |           |           |
| weitere Bilder | Waldschnepfe                                        | Scolopax rusticola Linnaeus, 1758                | Scolopax rusticola – Verbreitung     | regelmäßiger Brutvogel                            | [ 128 ] | NT        |           |
| weitere Bilder | Zwergschnepfe                                       | Lymnocryptes minimus (Brünnich, 1764)            | Lymnocryptes minimus – Verbreitung   | Durchzügler, Wintergast                           | [ 129 ] |           |           |
| weitere Bilder | Doppelschnepfe                                      | Gallinago media (Latham, 1787)                   | Gallinago media – Verbreitung        | Durchzügler                                       | [ 130 ] |           |           |
| weitere Bilder | Bekassine                                           | Gallinago gallinago (Linnaeus, 1758)             | Gallinago gallinago – Verbreitung    | regelmäßiger Brutvogel                            | [ 131 ] | CR        |           |
| weitere Bilder | Terekwasserläufer                                   | Xenus cinereus (Güldenstädt, 1775)               | Xenus cinereus – Verbreitung         | unregelmäßiger Gast                               | [ 132 ] |           |           |
| weitere Bilder | Odinshühnchen                                       | Phalaropus lobatus (Linnaeus, 1758)              | Phalaropus lobatus – Verbreitung     | Durchzügler                                       | [ 133 ] |           |           |
| weitere Bilder | Thorshühnchen                                       | Phalaropus fulicarius (Linnaeus, 1758)           | Phalaropus fulicarius – Verbreitung  | Durchzügler                                       | [ 134 ] |           |           |
| weitere Bilder | Flussuferläufer                                     | Actitis hypoleucos (Linnaeus, 1758)              | Actitis hypoleucos – Verbreitung     | regelmäßiger Brutvogel                            | [ 135 ] | EN        |           |
| weitere Bilder | Drosseluferläufer                                   | Actitis macularius (Linnaeus, 1766)              | Actitis macularius – Verbreitung     | Ausnahmeerscheinung                               | [ 136 ] |           |           |
| weitere Bilder | Waldwasserläufer                                    | Tringa ochropus Linnaeus, 1758                   | Tringa ochropus – Verbreitung        | Durchzügler, Wintergast, unregelmäßiger Brutvogel | [ 137 ] |           |           |
| weitere Bilder | Kleiner Gelbschenkel, Gelbschenkel                  | Tringa flavipes (Gmelin, 1789)                   | Tringa flavipes – Verbreitung        | Ausnahmeerscheinung                               | [ 138 ] |           |           |
| weitere Bilder | Rotschenkel                                         | Tringa totanus (Linnaeus, 1758)                  | Tringa totanus – Verbreitung         | regelmäßiger Brutvogel                            | [ 139 ] | VU        |           |
| weitere Bilder | Teichwasserläufer                                   | Tringa stagnatilis (Bechstein, 1803)             | Tringa stagnatilis – Verbreitung     | Durchzügler, ausnahmsweise Brutvogel              | [ 140 ] |           |           |
| weitere Bilder | Bruchwasserläufer                                   | Tringa glareola Linnaeus, 1758                   | Tringa glareola – Verbreitung        | Durchzügler                                       | [ 141 ] |           |           |
| weitere Bilder | Dunkler Wasserläufer, Dunkelwasserläufer            | Tringa erythropus (Pallas, 1764)                 | Tringa erythropus – Verbreitung      | Durchzügler                                       | [ 142 ] |           |           |
| weitere Bilder | Grünschenkel                                        | Tringa nebularia (Gunnerus, 1767)                | Tringa nebularia – Verbreitung       | Durchzügler                                       | [ 143 ] |           |           |

### Glareolidae– Brachschwalbenverwandte
| Bild           | deutscher Name mit Hörprobe | wissenschaftlicher Name, Autor und Wikidata-Link | Verbreitungsgebiet                | Status              | IUCN-RL | RL-Status | Bemerkung |
| -------------- | --------------------------- | ------------------------------------------------ | --------------------------------- | ------------------- | ------- | --------- | --------- |
| weitere Bilder | Rennvogel                   | Cursorius cursor (Latham, 1787)                  | Cursorius cursor – Verbreitung    | Ausnahmeerscheinung | [ 144 ] |           |           |
| weitere Bilder | Rotflügel-Brachschwalbe     | Glareola pratincola (Linnaeus, 1766)             | Glareola pratincola – Verbreitung | unregelmäßiger Gast | [ 145 ] |           |           |
| weitere Bilder | Schwarzflügel-Brachschwalbe | Glareola nordmanni Fischer, 1842                 | Glareola nordmanni – Verbreitung  | Ausnahmeerscheinung | [ 146 ] |           |           |

### Laridae– Möwenverwandte
| Bild           | deutscher Name mit Hörprobe                   | wissenschaftlicher Name, Autor und Wikidata-Link                        | Verbreitungsgebiet                       | Status                                | IUCN-RL | RL-Status | Bemerkung |
| -------------- | --------------------------------------------- | ----------------------------------------------------------------------- | ---------------------------------------- | ------------------------------------- | ------- | --------- | --------- |
| weitere Bilder | Dreizehenmöwe                                 | Rissa tridactyla (Linnaeus, 1758)                                       | Rissa tridactyla – Verbreitung           | Durchzügler                           | [ 147 ] |           |           |
| weitere Bilder | Schwalbenmöwe                                 | Xema sabini (Sabine, 1819)                                              | Xema sabini – Verbreitung                | Ausnahmeerscheinung                   | [ 148 ] |           |           |
| weitere Bilder | Dünnschnabelmöwe                              | Chroicocephalus genei, Syn.: Larus genei (Breme, 1839)                  | Chroicocephalus genei – Verbreitung      | Ausnahmeerscheinung                   | [ 149 ] |           |           |
| weitere Bilder | Lachmöwe                                      | Chroicocephalus ridibundus, Syn.: Larus ridibundus (Linnaeus, 1766)     | Chroicocephalus ridibundus – Verbreitung | regelmäßiger Brutvogel                | [ 150 ] | LC        |           |
| weitere Bilder | Zwergmöwe                                     | Hydrocoloeus minutus (Pallas, 1776)                                     | Hydrocoloeus minutus – Verbreitung       | Durchzügler                           | [ 151 ] |           |           |
| weitere Bilder | Präriemöwe, Franklinmöwe                      | Leucophaeus pipixcan, Syn.: Larus pipixcan (Wagler, 1831)               | Leucophaeus pipixcan – Verbreitung       | Ausnahmeerscheinung                   | [ 152 ] |           |           |
| weitere Bilder | Schwarzkopfmöwe                               | Ichthyaetus melanocephalus, Syn.: Larus melanocephalus (Temminck, 1820) | Ichthyaetus melanocephalus – Verbreitung | regelmäßiger Brutvogel                | [ 153 ] | VU        |           |
| weitere Bilder | Fischmöwe                                     | Ichthyaetus ichthyaetus, Syn.: Larus ichthyaetus (Pallas, 1773)         | Ichthyaetus ichthyaetus – Verbreitung    | Ausnahmeerscheinung                   | [ 154 ] |           |           |
| weitere Bilder | Sturmmöwe                                     | Larus canus Linnaeus, 1758                                              | Larus canus – Verbreitung                | regelmäßiger Brutvogel                | [ 155 ] | EN        |           |
| weitere Bilder | Ringschnabelmöwe                              | Larus delawarensis Ord, 1815                                            | Larus delawarensis – Verbreitung         | Ausnahmeerscheinung                   | [ 156 ] |           |           |
| weitere Bilder | Mantelmöwe                                    | Larus marinus Linnaeus, 1758                                            | Larus marinus – Verbreitung              | Durchzügler                           | [ 157 ] |           |           |
| weitere Bilder | Eismöwe                                       | Larus hyperboreus Gunnerus, 1767                                        | Larus hyperboreus – Verbreitung          | Ausnahmeerscheinung                   | [ 158 ] |           |           |
| weitere Bilder | Polarmöwe                                     | Larus glaucoides Meyer, 1822                                            | Larus glaucoides – Verbreitung           | Ausnahmeerscheinung                   | [ 159 ] |           |           |
| weitere Bilder | Silbermöwe                                    | Larus argentatus (Pontoppidan, 1763)                                    | Larus argentatus – Verbreitung           | Durchzügler                           | [ 160 ] |           |           |
| weitere Bilder | Steppenmöwe                                   | Larus cachinnans Pallas, 1811                                           | Larus cachinnans – Verbreitung           | Durchzügler, Wintergast               | [ 161 ] |           |           |
| weitere Bilder | Mittelmeermöwe                                | Larus michahellis Naumann, 1840                                         | Larus michahellis – Verbreitung          | regelmäßiger Brutvogel                | [ 162 ] | VU        |           |
| weitere Bilder | Heringsmöwe                                   | Larus fuscus Linnaeus, 1758                                             | Larus fuscus – Verbreitung               | Durchzügler, Wintergast               | [ 163 ] |           |           |
| weitere Bilder | Lachseeschwalbe                               | Gelochelidon nilotica (Gmelin, 1789)                                    | Gelochelidon nilotica – Verbreitung      | Durchzügler, ehemaliger Brutvogel     | [ 164 ] | RE        |           |
| weitere Bilder | Raubseeschwalbe                               | Hydroprogne caspia (Pallas, 1770)                                       | Hydroprogne caspia – Verbreitung         | Durchzügler                           | [ 165 ] |           |           |
| weitere Bilder | Rüppellseeschwalbe                            | Thalasseus bengalensis (Lesson, 1831)                                   |                                          | Ausnahmeerscheinung                   | [ 166 ] |           |           |
| weitere Bilder | Brandseeschwalbe                              | Thalasseus sandvicensis (Latham, 1787)                                  | Thalasseus sandvicensis – Verbreitung    | Durchzügler                           | [ 167 ] |           |           |
| weitere Bilder | Zwergseeschwalbe                              | Sternula albifrons (Pallas, 1764)                                       | Sternula albifrons – Verbreitung         | Durchzügler, ehemaliger Brutvogel     | [ 168 ] | RE        |           |
| weitere Bilder | Rosenseeschwalbe                              | Sterna dougallii Montagu, 1813                                          | Sterna dougallii – Verbreitung           | Ausnahmeerscheinung                   | [ 169 ] |           |           |
| weitere Bilder | Flussseeschwalbe                              | Sterna hirundo Linnaeus, 1758                                           | Sterna hirundo – Verbreitung             | regelmäßiger Brutvogel                | [ 170 ] | NT        |           |
| weitere Bilder | Küstenseeschwalbe                             | Sterna paradisaea Pontoppidan, 1763                                     | Sterna paradisaea – Verbreitung          | Durchzügler, ausnahmsweise Brutvogel  | [ 171 ] |           |           |
| weitere Bilder | Weißbart-Seeschwalbe                          | Chlidonias hybrida (Pallas, 1811)                                       | Chlidonias hybrida – Verbreitung         | Durchzügler, unregelmäßiger Brutvogel | [ 172 ] |           |           |
| weitere Bilder | Weißflügelseeschwalbe, Weißflügel-Seeschwalbe | Chlidonias leucopterus (Temminck, 1815)                                 | Chlidonias leucopterus – Verbreitung     | Durchzügler, ehemaliger Brutvogel     | [ 173 ] |           |           |
| weitere Bilder | Trauerseeschwalbe                             | Chlidonias niger (Linnaeus, 1758)                                       | Chlidonias niger – Verbreitung           | Durchzügler, ehemaliger Brutvogel     | [ 174 ] | RE        |           |

### Stercorariidae– Raubmöwen
| Bild           | deutscher Name mit Hörprobe | wissenschaftlicher Name, Autor und Wikidata-Link        | Verbreitungsgebiet                     | Status              | IUCN-RL | RL-Status | Bemerkung |
| -------------- | --------------------------- | ------------------------------------------------------- | -------------------------------------- | ------------------- | ------- | --------- | --------- |
| weitere Bilder | Große Raubmöwe, Skua        | Stercorarius skua, Syn.: Catharacta skua Brünnich, 1764 | Stercorarius skua – Verbreitung        | unregelmäßiger Gast | [ 175 ] |           |           |
| weitere Bilder | Spatelraubmöwe              | Stercorarius pomarinus (Temminck, 1815)                 | Stercorarius pomarinus – Verbreitung   | unregelmäßiger Gast | [ 176 ] |           |           |
| weitere Bilder | Schmarotzerraubmöwe         | Stercorarius parasiticus (Linnaeus, 1758)               | Stercorarius parasiticus – Verbreitung | Durchzügler         | [ 177 ] |           |           |
| weitere Bilder | Falkenraubmöwe              | Stercorarius longicaudus Vieillot, 1819                 | Stercorarius longicaudus – Verbreitung | unregelmäßiger Gast | [ 178 ] |           |           |

### Alcidae– Alke
| Bild           | deutscher Name mit Hörprobe              | wissenschaftlicher Name, Autor und Wikidata-Link | Verbreitungsgebiet               | Status              | IUCN-RL | RL-Status | Bemerkung                 |
| -------------- | ---------------------------------------- | ------------------------------------------------ | -------------------------------- | ------------------- | ------- | --------- | ------------------------- |
| weitere Bilder | Krabbentaucher                           | Alle alle (Linnaeus, 1758)                       | Alle alle – Verbreitung          | Ausnahmeerscheinung | [ 179 ] |           |                           |
| weitere Bilder | Dickschnabellumme                        | Uria lomvia (Linnaeus, 1758)                     | Uria lomvia – Verbreitung        | Ausnahmeerscheinung | [ 180 ] |           | nur vor 1950 nachgewiesen |
| weitere Bilder | Trottellumme                             | Uria aalge (Pontoppidan, 1763)                   | Uria aalge – Verbreitung         | Ausnahmeerscheinung | [ 181 ] |           | nur vor 1950 nachgewiesen |
| weitere Bilder | Tordalk                                  | Alca torda Linnaeus, 1758                        | Alca torda – Verbreitung         | Ausnahmeerscheinung | [ 182 ] |           |                           |
| weitere Bilder | Papageitaucher, Papageientaucher, Puffin | Fratercula arctica (Linnaeus, 1758)              | Fratercula arctica – Verbreitung | Ausnahmeerscheinung | [ 183 ] |           |                           |

## Gaviiformes– Seetaucher

### Gaviidae– Seetaucher
| Bild           | deutscher Name mit Hörprobe                  | wissenschaftlicher Name, Autor und Wikidata-Link | Verbreitungsgebiet           | Status                  | IUCN-RL | RL-Status | Bemerkung |
| -------------- | -------------------------------------------- | ------------------------------------------------ | ---------------------------- | ----------------------- | ------- | --------- | --------- |
| weitere Bilder | Sterntaucher                                 | Gavia stellata (Pontoppidan, 1763)               | Gavia stellata – Verbreitung | Durchzügler, Wintergast | [ 184 ] |           |           |
| weitere Bilder | Prachttaucher                                | Gavia arctica (Linnaeus, 1758)                   | Gavia arctica – Verbreitung  | Durchzügler, Wintergast | [ 185 ] |           |           |
| weitere Bilder | Eistaucher                                   | Gavia immer (Brünnich, 1764)                     | Gavia immer – Verbreitung    | Durchzügler, Wintergast | [ 186 ] |           |           |
| weitere Bilder | Gelbschnabeltaucher, Gelbschnabel-Eistaucher | Gavia adamsii (Gray, 1859)                       | Gavia adamsii – Verbreitung  | Ausnahmeerscheinung     | [ 187 ] |           |           |

## Procellariiformes– Röhrennasen

### Hydrobatidae– Wellenläufer
| Bild           | deutscher Name mit Hörprobe | wissenschaftlicher Name, Autor und Wikidata-Link                                          | Verbreitungsgebiet                  | Status              | IUCN-RL | RL-Status | Bemerkung                 |
| -------------- | --------------------------- | ----------------------------------------------------------------------------------------- | ----------------------------------- | ------------------- | ------- | --------- | ------------------------- |
| weitere Bilder | Sturmwellenläufer           | Hydrobates pelagicus (Linnaeus, 1758)                                                     | Hydrobates pelagicus – Verbreitung  | Ausnahmeerscheinung | [ 188 ] |           |                           |
| weitere Bilder | Wellenläufer                | Hydrobates leucorhous, Syn.: Hydrobates leucorhoa, Oceanodroma leucorhoa (Vieillot, 1818) | Hydrobates leucorhous – Verbreitung | Ausnahmeerscheinung | [ 189 ] |           | nur vor 1950 nachgewiesen |

### Procellariidae– Sturmvögel
| Bild           | deutscher Name mit Hörprobe                  | wissenschaftlicher Name, Autor und Wikidata-Link | Verbreitungsgebiet                 | Status              | IUCN-RL | RL-Status | Bemerkung                 |
| -------------- | -------------------------------------------- | ------------------------------------------------ | ---------------------------------- | ------------------- | ------- | --------- | ------------------------- |
| weitere Bilder | Sepiasturmtaucher, Gelbschnabel-Sturmtaucher | Calonectris diomedea (Scopoli, 1769)             | Calonectris diomedea – Verbreitung | Ausnahmeerscheinung | [ 190 ] |           | nur vor 1950 nachgewiesen |
| weitere Bilder | Mittelmeer-Sturmtaucher                      | Puffinus yelkouan (Acerbi, 1827)                 |                                    | Ausnahmeerscheinung | [ 191 ] |           | nur vor 1950 nachgewiesen |

## Ciconiiformes– Störche

### Ciconiidae– Störche
| Bild           | deutscher Name mit Hörprobe | wissenschaftlicher Name, Autor und Wikidata-Link | Verbreitungsgebiet            | Status                 | IUCN-RL | RL-Status | Bemerkung |
| -------------- | --------------------------- | ------------------------------------------------ | ----------------------------- | ---------------------- | ------- | --------- | --------- |
| weitere Bilder | Schwarzstorch               | Ciconia nigra (Linnaeus, 1758)                   | Ciconia nigra – Verbreitung   | regelmäßiger Brutvogel | [ 192 ] | NT        |           |
| weitere Bilder | Weißstorch, Klapperstorch   | Ciconia ciconia (Linnaeus, 1758)                 | Ciconia ciconia – Verbreitung | regelmäßiger Brutvogel | [ 193 ] | LC        |           |

## Suliformes– Ruderfüßer

### Sulidae– Tölpel
| Bild           | deutscher Name mit Hörprobe | wissenschaftlicher Name, Autor und Wikidata-Link | Verbreitungsgebiet           | Status              | IUCN-RL | RL-Status | Bemerkung                 |
| -------------- | --------------------------- | ------------------------------------------------ | ---------------------------- | ------------------- | ------- | --------- | ------------------------- |
| weitere Bilder | Basstölpel                  | Morus bassanus (Linnaeus, 1758)                  | Morus bassanus – Verbreitung | Ausnahmeerscheinung | [ 194 ] |           | nur vor 1950 nachgewiesen |

### Phalacrocoracidae– Scharben
| Bild           | deutscher Name mit Hörprobe | wissenschaftlicher Name, Autor und Wikidata-Link                      | Verbreitungsgebiet                | Status                 | IUCN-RL | RL-Status | Bemerkung |
| -------------- | --------------------------- | --------------------------------------------------------------------- | --------------------------------- | ---------------------- | ------- | --------- | --------- |
| weitere Bilder | Zwergscharbe                | Microcarbo pygmaeus, Syn.: Microcarbo pygmaeus (Pallas, 1773)         | Microcarbo pygmaeus – Verbreitung | regelmäßiger Brutvogel | [ 195 ] | VU        |           |
| weitere Bilder | Kormoran                    | Phalacrocorax carbo (Linnaeus, 1758)                                  | Phalacrocorax carbo – Verbreitung | regelmäßiger Brutvogel | [ 196 ] | EN        |           |
| weitere Bilder | Krähenscharbe               | Gulosus aristotelis, Syn.: Phalacrocorax aristotelis (Linnaeus, 1758) | Gulosus aristotelis – Verbreitung | Ausnahmeerscheinung    | [ 197 ] |           |           |

## Pelecaniformes– Pelikanvögel

### Threskiornithidae– Ibisse
| Bild           | deutscher Name mit Hörprobe            | wissenschaftlicher Name, Autor und Wikidata-Link | Verbreitungsgebiet                     | Status                              | IUCN-RL | RL-Status | Bemerkung |
| -------------- | -------------------------------------- | ------------------------------------------------ | -------------------------------------- | ----------------------------------- | ------- | --------- | --- |
| weitere Bilder | Heiliger Ibis, Pharaonenibis           | Threskiornis aethiopicus (Latham, 1790)          | Threskiornis aethiopicus – Verbreitung | Ausnahmeerscheinung                 | [ 198 ] |           | Gastvogel aus etablierten, eingeführten Brutpopulationen anderer Länder                                                                              |
| weitere Bilder | Waldrapp                               | Geronticus eremita (Linnaeus, 1758)              | Geronticus eremita – Verbreitung       | ausnahmsweise Brutvogel             | [ 199 ] |           | Der Waldrapp ist in Österreich vor 1800 ausgestorben. Derzeit laufen Wiederansiedlungsprogramme, die bereits zu ersten Freilandbruten geführt haben. |
| weitere Bilder | Brauner Sichler, Braunsichler, Sichler | Plegadis falcinellus (Linnaeus, 1766)            | Plegadis falcinellus – Verbreitung     | unregelmäßiger/ehemaliger Brutvogel | [ 200 ] | RE        | |
| weitere Bilder | Löffler, Löffelreiher                  | Platalea leucorodia Linnaeus, 1758               | Platalea leucorodia – Verbreitung      | regelmäßiger Brutvogel              | [ 201 ] | VU        | |

### Ardeidae– Reiher
| Bild           | deutscher Name mit Hörprobe                                              | wissenschaftlicher Name, Autor und Wikidata-Link | Verbreitungsgebiet                  | Status                 | IUCN-RL | RL-Status | Bemerkung |
| -------------- | ------------------------------------------------------------------------ | ------------------------------------------------ | ----------------------------------- | ---------------------- | ------- | --------- | --------- |
| weitere Bilder | Rohrdommel, Große Rohrdommel, Moorochse, Wasserochse, Riedochse, Mooskuh | Botaurus stellaris (Linnaeus, 1758)              | Botaurus stellaris – Verbreitung    | regelmäßiger Brutvogel | [ 202 ] | VU        |           |
| weitere Bilder | Zwergdommel                                                              | Ixobrychus minutus (Linnaeus, 1766)              | Ixobrychus minutus – Verbreitung    | regelmäßiger Brutvogel | [ 203 ] | VU        |           |
| weitere Bilder | Nachtreiher                                                              | Nycticorax nycticorax (Linnaeus, 1758)           | Nycticorax nycticorax – Verbreitung | regelmäßiger Brutvogel | [ 204 ] | EN        |           |
| weitere Bilder | Rallenreiher                                                             | Ardeola ralloides (Scopoli, 1769)                | Ardeola ralloides – Verbreitung     | Durchzügler            | [ 205 ] |           |           |
| weitere Bilder | Kuhreiher                                                                | Bubulcus ibis (Linnaeus, 1758)                   | Bubulcus ibis – Verbreitung         | Durchzügler            | [ 206 ] |           |           |
| weitere Bilder | Graureiher, Fischreiher                                                  | Ardea cinerea Linnaeus, 1758                     | Ardea cinerea – Verbreitung         | regelmäßiger Brutvogel | [ 207 ] | NT        |           |
| weitere Bilder | Purpurreiher                                                             | Ardea purpurea Linnaeus, 1766                    | Ardea purpurea – Verbreitung        | regelmäßiger Brutvogel | [ 208 ] | VU        |           |
| weitere Bilder | Silberreiher                                                             | Ardea alba, Syn.: Egretta alba Linnaeus, 1758    | Ardea alba – Verbreitung            | regelmäßiger Brutvogel | [ 209 ] | LC        |           |
| weitere Bilder | Seidenreiher                                                             | Egretta garzetta (Linnaeus, 1766)                | Egretta garzetta – Verbreitung      | regelmäßiger Brutvogel | [ 210 ] | EN        |           |

### Pelecanidae– Pelikane
| Bild           | deutscher Name mit Hörprobe | wissenschaftlicher Name, Autor und Wikidata-Link | Verbreitungsgebiet                  | Status              | IUCN-RL | RL-Status | Bemerkung |
| -------------- | --------------------------- | ------------------------------------------------ | ----------------------------------- | ------------------- | ------- | --------- | --------- |
| weitere Bilder | Rosapelikan                 | Pelecanus onocrotalus Linnaeus, 1758             | Pelecanus onocrotalus – Verbreitung | unregelmäßiger Gast | [ 211 ] |           |           |
| weitere Bilder | Krauskopfpelikan            | Pelecanus crispus Bruch, 1832                    | Pelecanus crispus – Verbreitung     | Ausnahmeerscheinung | [ 212 ] |           |           |

## Accipitriformes– Greifvögel

### Pandionidae– Fischadler
| Bild           | deutscher Name mit Hörprobe | wissenschaftlicher Name, Autor und Wikidata-Link | Verbreitungsgebiet              | Status                            | IUCN-RL | RL-Status | Bemerkung |
| -------------- | --------------------------- | ------------------------------------------------ | ------------------------------- | --------------------------------- | ------- | --------- | --------- |
| weitere Bilder | Fischadler                  | Pandion haliaetus (Linnaeus, 1758)               | Pandion haliaetus – Verbreitung | Durchzügler, ehemaliger Brutvogel | [ 213 ] | RE        |           |

### Accipitridae– Habichtverwandte
| Bild           | deutscher Name mit Hörprobe                    | wissenschaftlicher Name, Autor und Wikidata-Link | Verbreitungsgebiet                  | Status                                            | IUCN-RL | RL-Status | Bemerkung                                                                                     |
| -------------- | ---------------------------------------------- | ------------------------------------------------ | ----------------------------------- | ------------------------------------------------- | ------- | --------- | --------------------------------------------------------------------------------------------- |
| weitere Bilder | Gleitaar                                       | Elanus caeruleus (Desfontaines, 1789)            | Elanus caeruleus – Verbreitung      | Ausnahmeerscheinung                               | [ 214 ] |           |                                                                                               |
| weitere Bilder | Bartgeier, Lämmergeier                         | Gypaetus barbatus (Linnaeus, 1758)               | Gypaetus barbatus – Verbreitung     | regelmäßiger Brutvogel                            | [ 215 ] | RE        | Die Brutpopulation des gesamten Alpenraums ist auf Wiederansiedlungsprogramme zurückzuführen. |
| weitere Bilder | Schmutzgeier                                   | Neophron percnopterus (Linnaeus, 1758)           | Neophron percnopterus – Verbreitung | unregelmäßiger Gast                               | [ 216 ] |           |                                                                                               |
| weitere Bilder | Wespenbussard                                  | Pernis apivorus (Linnaeus, 1758)                 | Pernis apivorus – Verbreitung       | regelmäßiger Brutvogel                            | [ 217 ] | LC        |                                                                                               |
| weitere Bilder | Gänsegeier                                     | Gyps fulvus (Hablitz, 1783)                      | Gyps fulvus – Verbreitung           | Sommergast, unregelmäßiger Brutvogel              | [ 218 ] |           |                                                                                               |
| weitere Bilder | Mönchsgeier, Kuttengeier                       | Aegypius monachus (Linnaeus, 1766)               | Aegypius monachus – Verbreitung     | unregelmäßiger Gast, ehemaliger Brutvogel         | [ 219 ] |           | Gastvogel aus etablierten, eingeführten Brutpopulationen anderer Länder                       |
| weitere Bilder | Schlangenadler                                 | Circaetus gallicus (Gmelin, 1788)                | Circaetus gallicus – Verbreitung    | Durchzügler, ausnahmsweise Brutvogel              | [ 220 ] |           |                                                                                               |
| weitere Bilder | Schreiadler                                    | Clanga pomarina Brehm, 1831                      | Clanga pomarina – Verbreitung       | Durchzügler, ehemaliger Brutvogel                 | [ 221 ] | RE        |                                                                                               |
| weitere Bilder | Schelladler                                    | Clanga clanga (Pallas, 1811)                     | Clanga clanga – Verbreitung         | unregelmäßiger Gast                               | [ 222 ] |           |                                                                                               |
| weitere Bilder | Zwergadler                                     | Hieraaetus pennatus (Gmelin, 1788)               | Hieraaetus pennatus – Verbreitung   | Durchzügler, ehemaliger Brutvogel                 | [ 223 ] | RE        |                                                                                               |
| weitere Bilder | Steppenadler                                   | Aquila nipalensis Hodgson, 1833                  | Aquila nipalensis – Verbreitung     | Ausnahmeerscheinung                               | [ 224 ] |           |                                                                                               |
| weitere Bilder | Kaiseradler, Kaiseradler                       | Aquila heliaca Savigny, 1809                     | Aquila heliaca – Verbreitung        | regelmäßiger Brutvogel                            | [ 225 ] | EN        |                                                                                               |
| weitere Bilder | Steinadler                                     | Aquila chrysaetos (Linnaeus, 1758)               | Aquila chrysaetos – Verbreitung     | regelmäßiger Brutvogel                            | [ 226 ] | LC        |                                                                                               |
| weitere Bilder | Habichtsadler                                  | Aquila fasciata Vieillot, 1822                   | Aquila fasciata – Verbreitung       | Ausnahmeerscheinung                               | [ 227 ] |           |                                                                                               |
| weitere Bilder | Kurzfangsperber                                | Accipiter brevipes (Severtzov, 1850)             | Accipiter brevipes – Verbreitung    | Ausnahmeerscheinung                               | [ 228 ] |           |                                                                                               |
| weitere Bilder | Sperber                                        | Accipiter nisus (Linnaeus, 1758)                 | Accipiter nisus – Verbreitung       | regelmäßiger Brutvogel                            | [ 229 ] | LC        |                                                                                               |
| weitere Bilder | Habicht                                        | Accipiter gentilis (Linnaeus, 1758)              | Accipiter gentilis – Verbreitung    | regelmäßiger Brutvogel                            | [ 230 ] | NT        |                                                                                               |
| weitere Bilder | Rohrweihe                                      | Circus aeruginosus (Linnaeus, 1758)              | Circus aeruginosus – Verbreitung    | regelmäßiger Brutvogel                            | [ 231 ] | NT        |                                                                                               |
| weitere Bilder | Kornweihe                                      | Circus cyaneus (Linnaeus, 1766)                  | Circus cyaneus – Verbreitung        | Durchzügler, Wintergast, unregelmäßiger Brutvogel | [ 232 ] | CR        |                                                                                               |
| weitere Bilder | Steppenweihe                                   | Circus macrourus (S. G. Gmelin, 1770)            | Circus macrourus – Verbreitung      | Durchzügler                                       | [ 233 ] |           |                                                                                               |
| weitere Bilder | Wiesenweihe                                    | Circus pygargus (Linnaeus, 1758)                 | Circus pygargus – Verbreitung       | regelmäßiger Brutvogel                            | [ 234 ] | EN        |                                                                                               |
| weitere Bilder | Rotmilan, Roter Milan, Gabelweihe, Königsweihe | Milvus milvus (Linnaeus, 1758)                   | Milvus milvus – Verbreitung         | regelmäßiger Brutvogel                            | [ 235 ] | VU        |                                                                                               |
| weitere Bilder | Schwarzmilan, Schwarzer Milan                  | Milvus migrans (Boddaert, 1783)                  | Milvus migrans – Verbreitung        | regelmäßiger Brutvogel                            | [ 236 ] | EN        |                                                                                               |
| weitere Bilder | Seeadler                                       | Haliaeetus albicilla (Linnaeus, 1758)            | Haliaeetus albicilla – Verbreitung  | regelmäßiger Brutvogel                            | [ 237 ] | EN        |                                                                                               |
| weitere Bilder | Raufußbussard                                  | Buteo lagopus (Pontoppidan, 1763)                | Buteo lagopus – Verbreitung         | Durchzügler, Wintergast                           | [ 238 ] |           |                                                                                               |
| weitere Bilder | Adlerbussard                                   | Buteo rufinus (Cretzschmar, 1827)                | Buteo rufinus – Verbreitung         | Sommergast, Durchzügler                           | [ 239 ] |           |                                                                                               |
| weitere Bilder | Mäusebussard                                   | Buteo buteo (Linnaeus, 1758)                     | Buteo buteo – Verbreitung           | regelmäßiger Brutvogel                            | [ 240 ] | LC        |                                                                                               |

## Strigiformes– Eulen

### Tytonidae– Schleiereulen
| Bild           | deutscher Name mit Hörprobe | wissenschaftlicher Name, Autor und Wikidata-Link | Verbreitungsgebiet      | Status                 | IUCN-RL | RL-Status | Bemerkung |
| -------------- | --------------------------- | ------------------------------------------------ | ----------------------- | ---------------------- | ------- | --------- | --------- |
| weitere Bilder | Schleiereule                | Tyto alba (Scopoli, 1769)                        | Tyto alba – Verbreitung | regelmäßiger Brutvogel | [ 241 ] | CR        |           |

### Strigidae– Eulen
| Bild                         | deutscher Name mit Hörprobe      | wissenschaftlicher Name, Autor und Wikidata-Link | Verbreitungsgebiet                  | Status                 | IUCN-RL | RL-Status | Bemerkung |
| ---------------------------- | -------------------------------- | ------------------------------------------------ | ----------------------------------- | ---------------------- | ------- | --------- | --------- |
| weitere Bilder               | Raufußkauz                       | Aegolius funereus (Linnaeus, 1758)               | Aegolius funereus – Verbreitung     | regelmäßiger Brutvogel | [ 242 ] | LC        |           |
| weitere Bilder               | Steinkauz                        | Athene noctua (Scopoli, 1769)                    | Athene noctua – Verbreitung         | regelmäßiger Brutvogel | [ 243 ] | EN        |           |
| weitere Bilder               | Sperbereule                      | Surnia ulula (Linnaeus, 1758)                    | Surnia ulula – Verbreitung          | Ausnahmeerscheinung    | [ 244 ] |           |           |
| weitere Bilder               | Sperlingskauz                    | Glaucidium passerinum (Linnaeus, 1758)           | Glaucidium passerinum – Verbreitung | regelmäßiger Brutvogel | [ 245 ] | LC        |           |
| weitere Bilder               | Zwergohreule                     | Otus scops (Linnaeus, 1758)                      | Otus scops – Verbreitung            | regelmäßiger Brutvogel | [ 246 ] | EN        |           |
| weitere Bilder               | Waldohreule                      | Asio otus (Linnaeus, 1758)                       | Asio otus – Verbreitung             | regelmäßiger Brutvogel | [ 247 ] | LC        |           |
| weitere Bilder               | Sumpfohreule                     | Asio flammeus (Pontoppidan, 1763)                | Asio flammeus – Verbreitung         | regelmäßiger Brutvogel | [ 248 ] | EN        |           |
| weitere Bilder \| Schneeeule | Bubo scandiacus (Linnaeus, 1758) | Bubo scandiacus – Verbreitung                    | Ausnahmeerscheinung                 | [ 249 ]                |         |           |           |
| weitere Bilder               | Uhu                              | Bubo bubo (Linnaeus, 1758)                       | Bubo bubo – Verbreitung             | regelmäßiger Brutvogel | [ 250 ] | LC        |           |
| weitere Bilder               | Waldkauz                         | Strix aluco Linnaeus, 1758                       | Strix aluco – Verbreitung           | regelmäßiger Brutvogel | [ 251 ] | LC        |           |
| weitere Bilder               | Habichtskauz, Uralkauz           | Strix uralensis (Pallas, 1771)                   | Strix uralensis – Verbreitung       | CR                     | [ 252 ] |           |           |

## Bucerotiformes– Hornvögel

### Upupidae– Wiedehopfe
| Bild           | deutscher Name mit Hörprobe | wissenschaftlicher Name, Autor und Wikidata-Link | Verbreitungsgebiet        | Status                 | IUCN-RL | RL-Status | Bemerkung |
| -------------- | --------------------------- | ------------------------------------------------ | ------------------------- | ---------------------- | ------- | --------- | --------- |
| weitere Bilder | Wiedehopf                   | Upupa epops Linnaeus, 1758                       | Upupa epops – Verbreitung | regelmäßiger Brutvogel | [ 253 ] | LC        |           |

## Coraciiformes– Rackenvögel

### Coraciidae– Racken
| Bild           | deutscher Name mit Hörprobe | wissenschaftlicher Name, Autor und Wikidata-Link | Verbreitungsgebiet              | Status                 | IUCN-RL | RL-Status | Bemerkung |
| -------------- | --------------------------- | ------------------------------------------------ | ------------------------------- | ---------------------- | ------- | --------- | --------- |
| weitere Bilder | Blauracke                   | Coracias garrulus Linnaeus, 1758                 | Coracias garrulus – Verbreitung | regelmäßiger Brutvogel | [ 254 ] | CR        |           |

### Alcedinidae– Eisvögel
| Bild           | deutscher Name mit Hörprobe | wissenschaftlicher Name, Autor und Wikidata-Link | Verbreitungsgebiet          | Status                 | IUCN-RL | RL-Status | Bemerkung |
| -------------- | --------------------------- | ------------------------------------------------ | --------------------------- | ---------------------- | ------- | --------- | --------- |
| weitere Bilder | Eisvogel                    | Alcedo atthis (Linnaeus, 1758)                   | Alcedo atthis – Verbreitung | regelmäßiger Brutvogel | [ 255 ] | NT        |           |

### Meropidae– Spinte
| Bild           | deutscher Name mit Hörprobe | wissenschaftlicher Name, Autor und Wikidata-Link | Verbreitungsgebiet            | Status                 | IUCN-RL | RL-Status | Bemerkung |
| -------------- | --------------------------- | ------------------------------------------------ | ----------------------------- | ---------------------- | ------- | --------- | --------- |
| weitere Bilder | Blauwangenspint             | Merops persicus Pallas, 1773                     |                               | Ausnahmeerscheinung    | [ 256 ] |           |           |
| weitere Bilder | Bienenfresser               | Merops apiaster Linnaeus, 1758                   | Merops apiaster – Verbreitung | regelmäßiger Brutvogel | [ 257 ] | NT        |           |

## Piciformes – Spechtvögel

### Picidae– Spechte
| Bild           | deutscher Name mit Hörprobe       | wissenschaftlicher Name, Autor und Wikidata-Link             | Verbreitungsgebiet                 | Status                 | IUCN-RL | RL-Status | Bemerkung |
| -------------- | --------------------------------- | ------------------------------------------------------------ | ---------------------------------- | ---------------------- | ------- | --------- | --------- |
| weitere Bilder | Wendehals                         | Jynx torquilla Linnaeus, 1758                                | Jynx torquilla – Verbreitung       | regelmäßiger Brutvogel | [ 258 ] | VU        |           |
| weitere Bilder | Dreizehenspecht                   | Picoides tridactylus (Linnaeus, 1758)                        | Picoides tridactylus – Verbreitung | regelmäßiger Brutvogel | [ 259 ] | LC        |           |
| weitere Bilder | Mittelspecht                      | Leiopicus medius, Syn.: Dendrocoptes medius (Linnaeus, 1758) | Leiopicus medius – Verbreitung     | regelmäßiger Brutvogel | [ 260 ] | LC        |           |
| weitere Bilder | Kleinspecht, Grasspecht           | Dryobates minor (Linnaeus, 1758)                             | Dryobates minor – Verbreitung      | regelmäßiger Brutvogel | [ 261 ] | LC        |           |
| weitere Bilder | Blutspecht                        | Dendrocopos syriacus (Hemprich & Ehrenberg, 1833)            | Dendrocopos syriacus – Verbreitung | regelmäßiger Brutvogel | [ 262 ] | NT        |           |
| weitere Bilder | Buntspecht                        | Dendrocopos major (Linnaeus, 1758)                           | Dendrocopos major – Verbreitung    | regelmäßiger Brutvogel | [ 263 ] | LC        |           |
| weitere Bilder | Weißrückenspecht                  | Dendrocopos leucotos (Bechstein, 1802)                       | Dendrocopos leucotos – Verbreitung | regelmäßiger Brutvogel | [ 264 ] | LC        |           |
| weitere Bilder | Schwarzspecht                     | Dryocopus martius (Linnaeus, 1758)                           | Dryocopus martius – Verbreitung    | regelmäßiger Brutvogel | [ 265 ] | LC        |           |
| weitere Bilder | Grünspecht, Grasspecht, Erdspecht | Picus viridis Linnaeus, 1758                                 | Picus viridis – Verbreitung        | regelmäßiger Brutvogel | [ 266 ] | LC        |           |
| weitere Bilder | Grauspecht                        | Picus canus Gmelin, 1788                                     | Picus canus – Verbreitung          | regelmäßiger Brutvogel | [ 267 ] | NT        |           |

## Falconiformes– Falken

### Falconidae– Falken
| Bild           | deutscher Name mit Hörprobe  | wissenschaftlicher Name, Autor und Wikidata-Link | Verbreitungsgebiet              | Status                              | IUCN-RL | RL-Status | Bemerkung                                                                                            |
| -------------- | ---------------------------- | ------------------------------------------------ | ------------------------------- | ----------------------------------- | ------- | --------- | --- |
| weitere Bilder | Rötelfalke                   | Falco naumanni Fleischer, 1818                   | Falco naumanni – Verbreitung    | unregelmäßiger/ehemaliger Brutvogel | [ 268 ] | RE        | |
| weitere Bilder | Turmfalke, Rüttler           | Falco tinnunculus Linnaeus, 1758                 | Falco tinnunculus – Verbreitung | regelmäßiger Brutvogel              | [ 269 ] | LC        | |
| weitere Bilder | Rotfußfalke                  | Falco vespertinus Linnaeus, 1766                 | Falco vespertinus – Verbreitung | regelmäßiger Brutvogel              | [ 270 ] | CR        | |
| weitere Bilder | Eleonorenfalke               | Falco eleonorae Gene, 1839                       | Falco eleonorae – Verbreitung   | Ausnahmeerscheinung                 | [ 271 ] |           | |
| weitere Bilder | Merlin                       | Falco columbarius Linnaeus, 1758                 | Falco columbarius – Verbreitung | Durchzügler, Wintergast             | [ 272 ] |           | In den Niederen Tauern gelangen mehrere Nachweise in der Brutzeit und es bestand daher Brutverdacht. |
| weitere Bilder | Baumfalke                    | Falco subbuteo Linnaeus, 1758                    | Falco subbuteo – Verbreitung    | regelmäßiger Brutvogel              | [ 273 ] | LC        | |
| weitere Bilder | Sakerfalke, Würgfalke, Saker | Falco cherrug Gray, 1834                         | Falco cherrug – Verbreitung     | regelmäßiger Brutvogel              | [ 274 ] | EN        | |
| weitere Bilder | Gerfalke                     | Falco rusticolus Linnaeus, 1758                  | Falco rusticolus – Verbreitung  | Ausnahmeerscheinung                 | [ 275 ] |           | |
| weitere Bilder | Wanderfalke                  | Falco peregrinus Tunstall, 1771                  | Falco peregrinus – Verbreitung  | regelmäßiger Brutvogel              | [ 276 ] | NT        | |

## Psittaciformes– Papageien

### Psittacidae– Papageien
| Bild           | deutscher Name mit Hörprobe               | wissenschaftlicher Name, Autor und Wikidata-Link               | Verbreitungsgebiet               | Status                             | IUCN-RL | RL-Status | Bemerkung                                                                            |
| -------------- | ----------------------------------------- | -------------------------------------------------------------- | -------------------------------- | ---------------------------------- | ------- | --------- | ------------------------------------------------------------------------------------ |
| weitere Bilder | Halsbandsittich, Kleiner Alexandersittich | Psittacula krameri, Syn.: Alexandrinus krameri (Scopoli, 1769) | Psittacula krameri – Verbreitung | eingeführter, ehemaliger Brutvogel | [ 277 ] |           | Zwischen 1978 und den 2000er Jahren gab es in Innsbruck (Tirol) eine Brutpopulation. |

## Passeriformes– Sperlingsvögel

### Laniidae– Würger
| Bild           | deutscher Name mit Hörprobe                                | wissenschaftlicher Name, Autor und Wikidata-Link | Verbreitungsgebiet               | Status                            | IUCN-RL | RL-Status  | Bemerkung |
| -------------- | ---------------------------------------------------------- | ------------------------------------------------ | -------------------------------- | --------------------------------- | ------- | ---------- | --------- |
| weitere Bilder | Neuntöter, Rotrückenwürger, Rotrückiger Würger, Dorndreher | Lanius collurio Linnaeus, 1758                   | Lanius collurio – Verbreitung    | regelmäßiger Brutvogel            | [ 278 ] | LC         |           |
| weitere Bilder | Isabellwürger                                              | Lanius isabellinus Hemprich & Ehrenberg, 1833    | Lanius isabellinus – Verbreitung | Ausnahmeerscheinung               | [ 279 ] |            |           |
| weitere Bilder | Schwarzstirnwürger                                         | Lanius minor Gmelin, 1788                        | Lanius minor – Verbreitung       | regelmäßiger Brutvogel            | [ 280 ] | [ Anm. 1 ] |           |
| weitere Bilder | Raubwürger, Nördlicher Raubwürger                          | Lanius excubitor Linnaeus, 1758                  | Lanius excubitor – Verbreitung   | regelmäßiger Brutvogel            | [ 281 ] | CR         |           |
| weitere Bilder | Rotkopfwürger                                              | Lanius senator Linnaeus, 1758                    | Lanius senator – Verbreitung     | Durchzügler, ehemaliger Brutvogel | [ 282 ] | RE         |           |

### Oriolidae– Pirole
| Bild           | deutscher Name mit Hörprobe | wissenschaftlicher Name, Autor und Wikidata-Link | Verbreitungsgebiet            | Status                 | IUCN-RL | RL-Status | Bemerkung |
| -------------- | --------------------------- | ------------------------------------------------ | ----------------------------- | ---------------------- | ------- | --------- | --------- |
| weitere Bilder | Pirol                       | Oriolus oriolus (Linnaeus, 1758)                 | Oriolus oriolus – Verbreitung | regelmäßiger Brutvogel | [ 283 ] | LC        |           |

### Corvidae– Krähenverwandte
| Bild           | deutscher Name mit Hörprobe | wissenschaftlicher Name, Autor und Wikidata-Link         | Verbreitungsgebiet                    | Status                                    | IUCN-RL | RL-Status | Bemerkung |
| -------------- | --------------------------- | -------------------------------------------------------- | ------------------------------------- | ----------------------------------------- | ------- | --------- | --------- |
| weitere Bilder | Eichelhäher                 | Garrulus glandarius (Linnaeus, 1758)                     | Garrulus glandarius – Verbreitung     | regelmäßiger Brutvogel                    | [ 284 ] | LC        |           |
| weitere Bilder | Elster                      | Pica pica (Linnaeus, 1758)                               | Pica pica – Verbreitung               | regelmäßiger Brutvogel                    | [ 285 ] | LC        |           |
| weitere Bilder | Tannenhäher                 | Nucifraga caryocatactes (Linnaeus, 1758)                 | Nucifraga caryocatactes – Verbreitung | regelmäßiger Brutvogel                    | [ 286 ] | LC        |           |
| weitere Bilder | Alpenkrähe                  | Pyrrhocorax pyrrhocorax (Linnaeus, 1758)                 | Pyrrhocorax pyrrhocorax – Verbreitung | Ausnahmeerscheinung, ehemaliger Brutvogel | [ 287 ] | RE        |           |
| weitere Bilder | Alpendohle                  | Pyrrhocorax graculus (Linnaeus, 1766)                    | Pyrrhocorax graculus – Verbreitung    | Brut-, Jahresvogel                        | [ 288 ] | LC        |           |
| weitere Bilder | Dohle                       | Corvus monedula, Syn.: Coloeus monedula (Linnaeus, 1758) | Corvus monedula – Verbreitung         | regelmäßiger Brutvogel                    | [ 289 ] | LC        |           |
| weitere Bilder | Saatkrähe                   | Corvus frugilegus Linnaeus, 1758                         | Corvus frugilegus – Verbreitung       | regelmäßiger Brutvogel                    | [ 290 ] | LC        |           |
| weitere Bilder | Aaskrähe, Rabenkrähe        | Corvus corone Linnaeus, 1758                             | Corvus corone – Verbreitung           | regelmäßiger Brutvogel                    | [ 291 ] | (LC)      |           |
| weitere Bilder | Nebelkrähe                  | Corvus cornix Linnaeus, 1758                             | Corvus cornix – Verbreitung           | regelmäßiger Brutvogel                    |         | (LC)      |           |
| weitere Bilder | Kolkrabe                    | Corvus corax Linnaeus, 1758                              | Corvus corax – Verbreitung            | regelmäßiger Brutvogel                    | [ 292 ] | LC        |           |

### Bombycillidae– Seidenschwänze
| Bild           | deutscher Name mit Hörprobe | wissenschaftlicher Name, Autor und Wikidata-Link | Verbreitungsgebiet                | Status                  | IUCN-RL | RL-Status | Bemerkung |
| -------------- | --------------------------- | ------------------------------------------------ | --------------------------------- | ----------------------- | ------- | --------- | --------- |
| weitere Bilder | Seidenschwanz               | Bombycilla garrulus (Linnaeus, 1758)             | Bombycilla garrulus – Verbreitung | Durchzügler, Wintergast | [ 293 ] |           |           |

### Paridae– Meisen
| Bild           | deutscher Name mit Hörprobe                      | wissenschaftlicher Name, Autor und Wikidata-Link | Verbreitungsgebiet                  | Status                 | IUCN-RL | RL-Status | Bemerkung |
| -------------- | ------------------------------------------------ | ------------------------------------------------ | ----------------------------------- | ---------------------- | ------- | --------- | --------- |
| weitere Bilder | Tannenmeise                                      | Periparus ater (Linnaeus, 1758)                  | Periparus ater – Verbreitung        | regelmäßiger Brutvogel | [ 294 ] | LC        |           |
| weitere Bilder | Haubenmeise                                      | Lophophanes cristatus (Linnaeus, 1758)           | Lophophanes cristatus – Verbreitung | regelmäßiger Brutvogel | [ 295 ] | LC        |           |
| weitere Bilder | Sumpfmeise, Nonnenmeise                          | Poecile palustris (Linnaeus, 1758)               | Poecile palustris – Verbreitung     | regelmäßiger Brutvogel | [ 296 ] | LC        |           |
| weitere Bilder | Weidenmeise, Mönchsmeise, Mattköpfige Sumpfmeise | Poecile montanus (Conrad von Baldenstein, 1827)  | Poecile montanus – Verbreitung      | regelmäßiger Brutvogel | [ 297 ] | LC        |           |
| weitere Bilder | Blaumeise                                        | Cyanistes caeruleus (Linnaeus, 1758)             | Cyanistes caeruleus – Verbreitung   | regelmäßiger Brutvogel | [ 298 ] | LC        |           |
| weitere Bilder | Lasurmeise                                       | Cyanistes cyanus (Pallas, 1770)                  | Cyanistes cyanus – Verbreitung      | regelmäßiger Brutvogel | [ 299 ] |           |           |
| weitere Bilder | Kohlmeise                                        | Parus major Linnaeus, 1758                       | Parus major – Verbreitung           | regelmäßiger Brutvogel | [ 300 ] | LC        |           |

### Remizidae– Beutelmeisen
| Bild           | deutscher Name mit Hörprobe | wissenschaftlicher Name, Autor und Wikidata-Link | Verbreitungsgebiet             | Status                 | IUCN-RL | RL-Status | Bemerkung |
| -------------- | --------------------------- | ------------------------------------------------ | ------------------------------ | ---------------------- | ------- | --------- | --------- |
| weitere Bilder | Beutelmeise                 | Remiz pendulinus (Linnaeus, 1758)                | Remiz pendulinus – Verbreitung | regelmäßiger Brutvogel | [ 301 ] | VU        |           |

### Panuridae– Bartmeisen
| Bild           | deutscher Name mit Hörprobe | wissenschaftlicher Name, Autor und Wikidata-Link | Verbreitungsgebiet              | Status                 | IUCN-RL | RL-Status | Bemerkung |
| -------------- | --------------------------- | ------------------------------------------------ | ------------------------------- | ---------------------- | ------- | --------- | --------- |
| weitere Bilder | Bartmeise                   | Panurus biarmicus (Linnaeus, 1758)               | Panurus biarmicus – Verbreitung | regelmäßiger Brutvogel | [ 302 ] | NT        |           |

### Alaudidae– Lerchen
| Bild           | deutscher Name mit Hörprobe        | wissenschaftlicher Name, Autor und Wikidata-Link | Verbreitungsgebiet                       | Status                               | IUCN-RL | RL-Status | Bemerkung                 |
| -------------- | ---------------------------------- | ------------------------------------------------ | ---------------------------------------- | ------------------------------------ | ------- | --------- | ------------------------- |
| weitere Bilder | Heidelerche                        | Lullula arborea (Linnaeus, 1758)                 | Lullula arborea – Verbreitung            | regelmäßiger Brutvogel               | [ 303 ] | NT        |                           |
| weitere Bilder | Weißflügellerche                   | Alauda leucoptera Hablizl, 1785                  | Alauda leucoptera – Verbreitung          | Ausnahmeerscheinung                  | [ 304 ] |           | nur vor 1950 nachgewiesen |
| weitere Bilder | Feldlerche                         | Alauda arvensis Linnaeus, 1758                   | Alauda arvensis – Verbreitung            | regelmäßiger Brutvogel               | [ 305 ] | NT        |                           |
| weitere Bilder | Haubenlerche                       | Galerida cristata (Linnaeus, 1758)               | Galerida cristata – Verbreitung          | regelmäßiger Brutvogel               | [ 306 ] | NT        |                           |
| weitere Bilder | Ohrenlerche                        | Eremophila alpestris (Linnaeus, 1758)            | Eremophila alpestris – Verbreitung       | unregelmäßiger Gast                  | [ 307 ] |           |                           |
| weitere Bilder | Kurzzehenlerche                    | Calandrella brachydactyla (Leisler, 1814)        | Calandrella brachydactyla – Verbreitung  | Durchzügler, ausnahmsweise Brutvogel | [ 308 ] |           |                           |
| weitere Bilder | Bergkalanderlerche                 | Melanocorypha bimaculata (Ménétries, 1832)       | Melanocorypha bimaculata – Verbreitung   | Ausnahmeerscheinung                  | [ 309 ] |           |                           |
| weitere Bilder | Kalanderlerche                     | Melanocorypha calandra (Linnaeus, 1766)          | Melanocorypha calandra – Verbreitung     | unregelmäßiger Gast                  | [ 310 ] |           |                           |
| weitere Bilder | Schwarzsteppenlerche, Mohrenlerche | Melanocorypha yeltoniensis (Forster, 1767)       | Melanocorypha yeltoniensis – Verbreitung | Ausnahmeerscheinung                  | [ 311 ] |           | nur vor 1950 nachgewiesen |
| weitere Bilder | Stummellerche                      | Alaudala rufescens (Vieillot, 1820)              | Alaudala rufescens – Verbreitung         | Ausnahmeerscheinung                  | [ 312 ] |           |                           |

### Hirundinidae– Schwalben
| Bild           | deutscher Name mit Hörprobe | wissenschaftlicher Name, Autor und Wikidata-Link | Verbreitungsgebiet                   | Status                 | IUCN-RL | RL-Status | Bemerkung |
| -------------- | --------------------------- | ------------------------------------------------ | ------------------------------------ | ---------------------- | ------- | --------- | --------- |
| weitere Bilder | Uferschwalbe                | Riparia riparia (Linnaeus, 1758)                 | Riparia riparia – Verbreitung        | regelmäßiger Brutvogel | [ 313 ] | NT        |           |
| weitere Bilder | Rauchschwalbe               | Hirundo rustica Linnaeus, 1758                   | Hirundo rustica – Verbreitung        | regelmäßiger Brutvogel | [ 314 ] | LC        |           |
| weitere Bilder | Felsenschwalbe              | Ptyonoprogne rupestris (Scopoli, 1769)           | Ptyonoprogne rupestris – Verbreitung | regelmäßiger Brutvogel | [ 315 ] | LC        |           |
| weitere Bilder | Mehlschwalbe                | Delichon urbicum (Linnaeus, 1758)                | Delichon urbicum – Verbreitung       | regelmäßiger Brutvogel | [ 316 ] | NT        |           |
| weitere Bilder | Rötelschwalbe               | Cecropis daurica (Laxmann, 1769)                 | Cecropis daurica – Verbreitung       | Durchzügler            | [ 317 ] |           |           |

### Cettiidae– Seidensängerverwandte
| Bild           | deutscher Name mit Hörprobe | wissenschaftlicher Name, Autor und Wikidata-Link | Verbreitungsgebiet         | Status              | IUCN-RL | RL-Status | Bemerkung |
| -------------- | --------------------------- | ------------------------------------------------ | -------------------------- | ------------------- | ------- | --------- | --------- |
| weitere Bilder | Seidensänger                | Cettia cetti (Temminck, 1820)                    | Cettia cetti – Verbreitung | Ausnahmeerscheinung | [ 318 ] |           |           |

### Aegithalidae– Schwanzmeisen
| Bild           | deutscher Name mit Hörprobe | wissenschaftlicher Name, Autor und Wikidata-Link | Verbreitungsgebiet                | Status                 | IUCN-RL | RL-Status | Bemerkung |
| -------------- | --------------------------- | ------------------------------------------------ | --------------------------------- | ---------------------- | ------- | --------- | --------- |
| weitere Bilder | Schwanzmeise                | Aegithalos caudatus (Linnaeus, 1758)             | Aegithalos caudatus – Verbreitung | regelmäßiger Brutvogel | [ 319 ] | LC        |           |

### Phylloscopidae– Laubsänger
| Bild           | deutscher Name mit Hörprobe | wissenschaftlicher Name, Autor und Wikidata-Link | Verbreitungsgebiet                      | Status                 | IUCN-RL | RL-Status | Bemerkung |
| -------------- | --------------------------- | ------------------------------------------------ | --------------------------------------- | ---------------------- | ------- | --------- | --------- |
| weitere Bilder | Waldlaubsänger              | Phylloscopus sibilatrix (Bechstein, 1793)        | Phylloscopus sibilatrix – Verbreitung   | regelmäßiger Brutvogel | [ 320 ] | LC        |           |
| weitere Bilder | Berglaubsänger              | Phylloscopus bonelli (Vieillot, 1819)            | Phylloscopus bonelli – Verbreitung      | regelmäßiger Brutvogel | [ 321 ] | LC        |           |
| weitere Bilder | Gelbbrauen-Laubsänger       | Phylloscopus inornatus (Blyth, 1837)             | Phylloscopus inornatus – Verbreitung    | unregelmäßiger Gast    | [ 322 ] |           |           |
| weitere Bilder | Goldhähnchen-Laubsänger     | Phylloscopus proregulus (Pallas, 1811)           | Phylloscopus proregulus – Verbreitung   | Ausnahmeerscheinung    | [ 323 ] |           |           |
| weitere Bilder | Dunkellaubsänger            | Phylloscopus fuscatus (Blyth, 1842)              | Phylloscopus fuscatus – Verbreitung     | Ausnahmeerscheinung    | [ 324 ] |           |           |
| weitere Bilder | Fitis, Fitislaubsänger      | Phylloscopus trochilus (Linnaeus, 1758)          | Phylloscopus trochilus – Verbreitung    | regelmäßiger Brutvogel | [ 325 ] | NT        |           |
| weitere Bilder | Zilpzalp, Weidenlaubsänger  | Phylloscopus collybita (Vieillot, 1817)          | Phylloscopus collybita – Verbreitung    | regelmäßiger Brutvogel | [ 326 ] | LC        |           |
| weitere Bilder | Grünlaubsänger              | Phylloscopus trochiloides (Sundevall, 1837)      | Phylloscopus trochiloides – Verbreitung | unregelmäßiger Gast    | [ 327 ] |           |           |

### Acrocephalidae– Rohrsängerverwandte
| Bild           | deutscher Name mit Hörprobe                          | wissenschaftlicher Name, Autor und Wikidata-Link | Verbreitungsgebiet                       | Status                                       | IUCN-RL | RL-Status | Bemerkung               |
| -------------- | ---------------------------------------------------- | ------------------------------------------------ | ---------------------------------------- | -------------------------------------------- | ------- | --------- | ----------------------- |
| weitere Bilder | Drosselrohrsänger                                    | Acrocephalus arundinaceus (Linnaeus, 1758)       | Acrocephalus arundinaceus – Verbreitung  | regelmäßiger Brutvogel                       | [ 328 ] | LC        |                         |
| weitere Bilder | Mariskensänger, Mariskenrohrsänger, Tamariskensänger | Acrocephalus melanopogon (Temminck, 1823)        | Acrocephalus melanopogon – Verbreitung   | regelmäßiger Brutvogel                       | [ 329 ] | VU        |                         |
| weitere Bilder | Seggenrohrsänger                                     | Acrocephalus paludicola (Vieillot, 1817)         | Acrocephalus paludicola – Verbreitung    | unregelmäßiger Gast, ehemaliger Brutvogel    | [ 330 ] | RE        |                         |
| weitere Bilder | Schilfrohrsänger                                     | Acrocephalus schoenobaenus (Linnaeus, 1758)      | Acrocephalus schoenobaenus – Verbreitung | regelmäßiger Brutvogel                       | [ 331 ] | LC        |                         |
| weitere Bilder | Feldrohrsänger                                       | Acrocephalus agricola (Jerdon, 1845)             | Acrocephalus agricola – Verbreitung      | Ausnahmeerscheinung                          | [ 332 ] |           |                         |
| weitere Bilder | Buschrohrsänger                                      | Acrocephalus dumetorum Blyth, 1849               | Acrocephalus dumetorum – Verbreitung     | Ausnahmeerscheinung                          | [ 333 ] |           | ausnahmsweise Brutvogel |
| weitere Bilder | Teichrohrsänger                                      | Acrocephalus scirpaceus (Hermann, 1804)          | Acrocephalus scirpaceus – Verbreitung    | regelmäßiger Brutvogel                       | [ 334 ] | LC        |                         |
| weitere Bilder | Sumpfrohrsänger                                      | Acrocephalus palustris (Bechstein, 1798)         | Acrocephalus palustris – Verbreitung     | regelmäßiger Brutvogel                       | [ 335 ] | LC        |                         |
| weitere Bilder | Buschspötter                                         | Iduna caligata (Lichtenstein, MHC, 1823)         | Iduna caligata – Verbreitung             | Ausnahmeerscheinung                          | [ 336 ] |           |                         |
| weitere Bilder | Blassspötter                                         | Iduna pallida (Hemprich & Ehrenberg, 1833)       | Iduna pallida – Verbreitung              | besondere Ausnahmeerscheinung                | [ 337 ] |           |                         |
| weitere Bilder | Orpheusspötter                                       | Hippolais polyglotta (Vieillot, 1817)            | Hippolais polyglotta – Verbreitung       | unregelmäßiger Gast, ausnahmsweise Brutvogel | [ 338 ] |           |                         |
| weitere Bilder | Gelbspötter                                          | Hippolais icterina (Vieillot, 1817)              | Hippolais icterina – Verbreitung         | regelmäßiger Brutvogel                       | [ 339 ] | LC        |                         |

### Locustellidae– Schwirlverwandte
| Bild           | deutscher Name mit Hörprobe | wissenschaftlicher Name, Autor und Wikidata-Link | Verbreitungsgebiet                    | Status                 | IUCN-RL | RL-Status | Bemerkung |
| -------------- | --------------------------- | ------------------------------------------------ | ------------------------------------- | ---------------------- | ------- | --------- | --------- |
| weitere Bilder | Schlagschwirl               | Locustella fluviatilis (Wolf, 1810)              | Locustella fluviatilis – Verbreitung  | regelmäßiger Brutvogel | [ 340 ] | NT        |           |
| weitere Bilder | Rohrschwirl                 | Locustella luscinioides (Savi, 1824)             | Locustella luscinioides – Verbreitung | regelmäßiger Brutvogel | [ 341 ] | LC        |           |
| weitere Bilder | Feldschwirl                 | Locustella naevia (Boddaert, 1783)               | Locustella naevia – Verbreitung       | regelmäßiger Brutvogel | [ 342 ] | NT        |           |

### Cisticolidae– Halmsänger
| Bild           | deutscher Name mit Hörprobe | wissenschaftlicher Name, Autor und Wikidata-Link | Verbreitungsgebiet               | Status                                       | IUCN-RL | RL-Status | Bemerkung |
| -------------- | --------------------------- | ------------------------------------------------ | -------------------------------- | -------------------------------------------- | ------- | --------- | --------- |
| weitere Bilder | Zistensänger, Cistensänger  | Cisticola juncidis (Rafinesque, 1810)            | Cisticola juncidis – Verbreitung | Ausnahmeerscheinung, ausnahmsweise Brutvogel | [ 343 ] |           |           |

### Sylviidae– Grasmückenverwandte
| Bild           | deutscher Name mit Hörprobe                                                | wissenschaftlicher Name, Autor und Wikidata-Link                 | Verbreitungsgebiet               | Status                 | IUCN-RL | RL-Status | Bemerkung |
| -------------- | -------------------------------------------------------------------------- | ---------------------------------------------------------------- | -------------------------------- | ---------------------- | ------- | --------- | --------- |
| weitere Bilder | Mönchsgrasmücke                                                            | Sylvia atricapilla (Linnaeus, 1758)                              | Sylvia atricapilla – Verbreitung | regelmäßiger Brutvogel | [ 344 ] | LC        |           |
| weitere Bilder | Gartengrasmücke                                                            | Sylvia borin (Boddaert, 1783)                                    | Sylvia borin – Verbreitung       | regelmäßiger Brutvogel | [ 345 ] | LC        |           |
| weitere Bilder | Sperbergrasmücke                                                           | Curruca nisoria, Syn.: Sylvia nisoria (Bechstein, 1792)          | Curruca nisoria – Verbreitung    | regelmäßiger Brutvogel | [ 346 ] | LC        |           |
| weitere Bilder | Klappergrasmücke, Zaungrasmücke                                            | Curruca curruca, Syn.: Sylvia curruca (Linnaeus, 1758)           | Curruca curruca – Verbreitung    | regelmäßiger Brutvogel | [ 347 ] | LC        |           |
| weitere Bilder | Orpheusgrasmücke                                                           | Curruca hortensis, Syn.: Sylvia hortensis (Gmelin, 1789)         |                                  | Ausnahmeerscheinung    | [ 348 ] |           |           |
| weitere Bilder | Wüstengrasmücke                                                            | Curruca nana, Syn.: Sylvia nana (Ehrenberg, 1833)                |                                  | Ausnahmeerscheinung    | [ 349 ] |           |           |
| weitere Bilder | Samtkopf-Grasmücke, Samtkopfgrasmücke                                      | Curruca melanocephala, Syn.: Sylvia melanocephala (Gmelin, 1789) |                                  | Ausnahmeerscheinung    | [ 350 ] |           |           |
| weitere Bilder | Bartgrasmücke, Weißbartgrasmücke, Weißbart-Grasmücke, Balkan-Bartgrasmücke | Curruca cantillans, Syn.: Sylvia cantillans (Pallas, 1764)       |                                  | unregelmäßiger Gast    | [ 351 ] |           |           |
| weitere Bilder | Dorngrasmücke                                                              | Curruca communis, Syn.: Sylvia communis (Latham, 1787)           | Curruca communis – Verbreitung   | regelmäßiger Brutvogel | [ 352 ] | LC        |           |

### Regulidae– Goldhähnchen
| Bild           | deutscher Name mit Hörprobe | wissenschaftlicher Name, Autor und Wikidata-Link | Verbreitungsgebiet                | Status                 | IUCN-RL | RL-Status | Bemerkung |
| -------------- | --------------------------- | ------------------------------------------------ | --------------------------------- | ---------------------- | ------- | --------- | --------- |
| weitere Bilder | Sommergoldhähnchen          | Regulus ignicapilla (Temminck, 1820)             | Regulus ignicapilla – Verbreitung | regelmäßiger Brutvogel | [ 353 ] | LC        |           |
| weitere Bilder | Wintergoldhähnchen          | Regulus regulus (Linnaeus, 1758)                 | Regulus regulus – Verbreitung     | regelmäßiger Brutvogel | [ 354 ] | LC        |           |

### Troglodytidae– Zaunkönige
| Bild           | deutscher Name mit Hörprobe | wissenschaftlicher Name, Autor und Wikidata-Link | Verbreitungsgebiet                    | Status                 | IUCN-RL | RL-Status | Bemerkung |
| -------------- | --------------------------- | ------------------------------------------------ | ------------------------------------- | ---------------------- | ------- | --------- | --------- |
| weitere Bilder | Zaunkönig, Schneekönig      | Troglodytes troglodytes (Linnaeus, 1758)         | Troglodytes troglodytes – Verbreitung | regelmäßiger Brutvogel | [ 355 ] | LC        |           |

### Sittidae– Kleiber
| Bild           | deutscher Name mit Hörprobe | wissenschaftlicher Name, Autor und Wikidata-Link | Verbreitungsgebiet           | Status                 | IUCN-RL | RL-Status | Bemerkung |
| -------------- | --------------------------- | ------------------------------------------------ | ---------------------------- | ---------------------- | ------- | --------- | --------- |
| weitere Bilder | Kleiber, Spechtmeise        | Sitta europaea Linnaeus, 1758                    | Sitta europaea – Verbreitung | regelmäßiger Brutvogel | [ 356 ] | LC        |           |

### Tichodromidae– Mauerläufer
| Bild           | deutscher Name mit Hörprobe | wissenschaftlicher Name, Autor und Wikidata-Link | Verbreitungsgebiet               | Status                 | IUCN-RL | RL-Status | Bemerkung |
| -------------- | --------------------------- | ------------------------------------------------ | -------------------------------- | ---------------------- | ------- | --------- | --------- |
| weitere Bilder | Mauerläufer                 | Tichodroma muraria (Linnaeus, 1766)              | Tichodroma muraria – Verbreitung | regelmäßiger Brutvogel | [ 357 ] | LC        |           |

### Certhiidae– Baumläufer
| Bild           | deutscher Name mit Hörprobe | wissenschaftlicher Name, Autor und Wikidata-Link | Verbreitungsgebiet                  | Status                 | IUCN-RL | RL-Status | Bemerkung |
| -------------- | --------------------------- | ------------------------------------------------ | ----------------------------------- | ---------------------- | ------- | --------- | --------- |
| weitere Bilder | Waldbaumläufer              | Certhia familiaris Linnaeus, 1758                | Certhia familiaris – Verbreitung    | regelmäßiger Brutvogel | [ 358 ] | LC        |           |
| weitere Bilder | Gartenbaumläufer            | Certhia brachydactyla Brehm, 1820                | Certhia brachydactyla – Verbreitung | regelmäßiger Brutvogel | [ 359 ] | LC        |           |

### Sturnidae– Starenverwandte
| Bild           | deutscher Name mit Hörprobe | wissenschaftlicher Name, Autor und Wikidata-Link | Verbreitungsgebiet             | Status                 | IUCN-RL | RL-Status | Bemerkung |
| -------------- | --------------------------- | ------------------------------------------------ | ------------------------------ | ---------------------- | ------- | --------- | --------- |
| weitere Bilder | Rosenstar                   | Pastor roseus (Linnaeus, 1758)                   | Pastor roseus – Verbreitung    | Durchzügler            | [ 360 ] |           |           |
| weitere Bilder | Star, Gemeiner Star         | Sturnus vulgaris Linnaeus, 1758                  | Sturnus vulgaris – Verbreitung | regelmäßiger Brutvogel | [ 361 ] | LC        |           |

### Turdidae– Drosseln
| Bild           | deutscher Name mit Hörprobe           | wissenschaftlicher Name, Autor und Wikidata-Link | Verbreitungsgebiet               | Status                                           | IUCN-RL | RL-Status | Bemerkung                 |
| -------------- | ------------------------------------- | ------------------------------------------------ | -------------------------------- | ------------------------------------------------ | ------- | --------- | ------------------------- |
| weitere Bilder | Erddrossel                            | Zoothera aurea (Holandre, 1825)                  |                                  | Ausnahmeerscheinung                              | [ 362 ] |           |                           |
| weitere Bilder | Singdrossel                           | Turdus philomelos Brehm, 1831                    | Turdus philomelos – Verbreitung  | regelmäßiger Brutvogel                           | [ 363 ] | LC        |                           |
| weitere Bilder | Misteldrossel                         | Turdus viscivorus Linnaeus, 1758                 | Turdus viscivorus – Verbreitung  | regelmäßiger Brutvogel                           | [ 364 ] | LC        |                           |
| weitere Bilder | Rotdrossel, Pfeifdrossel, Weißdrossel | Turdus iliacus Linnaeus, 1758                    | Turdus iliacus – Verbreitung     | Durchzügler, Wintergast, ausnahmsweise Brutvogel | [ 365 ] |           |                           |
| weitere Bilder | Amsel, Schwarzdrossel                 | Turdus merula Linnaeus, 1758                     | Turdus merula – Verbreitung      | regelmäßiger Brutvogel                           | [ 366 ] | LC        |                           |
| weitere Bilder | Wacholderdrossel, Krammetsvogel       | Turdus pilaris Linnaeus, 1758                    | Turdus pilaris – Verbreitung     | regelmäßiger Brutvogel                           | [ 367 ] | NT        |                           |
| weitere Bilder | Ringdrossel, Alpenamsel               | Turdus torquatus Linnaeus, 1758                  | Turdus torquatus – Verbreitung   | regelmäßiger Brutvogel                           | [ 368 ] | LC        |                           |
| weitere Bilder | Schwarzkehldrossel                    | Turdus atrogularis Jarocki, 1819                 |                                  | Ausnahmeerscheinung                              | [ 369 ] |           |                           |
| weitere Bilder | Rostflügeldrossel                     | Turdus eunomus Temminck, 1831                    |                                  | Ausnahmeerscheinung                              | [ 370 ] |           |                           |
| weitere Bilder | Rostschwanzdrossel, Naumanndrossel    | Turdus naumanni Temminck, 1820                   |                                  | Ausnahmeerscheinung                              | [ 371 ] |           |                           |
| weitere Bilder | Wanderdrossel                         | Turdus migratorius Linnaeus, 1766                | Turdus migratorius – Verbreitung | Ausnahmeerscheinung                              | [ 372 ] |           | nur vor 1950 nachgewiesen |

### Muscicapidae– Schnäpperverwandte
| Bild           | deutscher Name mit Hörprobe                        | wissenschaftlicher Name, Autor und Wikidata-Link | Verbreitungsgebiet                    | Status                                          | IUCN-RL | RL-Status | Bemerkung |
| -------------- | -------------------------------------------------- | ------------------------------------------------ | ------------------------------------- | ----------------------------------------------- | ------- | --------- | --------- |
| weitere Bilder | Grauschnäpper                                      | Muscicapa striata (Pallas, 1764)                 | Muscicapa striata – Verbreitung       | regelmäßiger Brutvogel                          | [ 373 ] | LC        |           |
| weitere Bilder | Rotkehlchen                                        | Erithacus rubecula (Linnaeus, 1758)              | Erithacus rubecula – Verbreitung      | regelmäßiger Brutvogel                          | [ 374 ] | LC        |           |
| weitere Bilder | Blaukehlchen                                       | Luscinia svecica (Linnaeus, 1758)                | Luscinia svecica – Verbreitung        | regelmäßiger Brutvogel                          | [ 375 ] | CR/EN     |           |
| weitere Bilder | Sprosser                                           | Luscinia luscinia (Linnaeus, 1758)               | Luscinia luscinia – Verbreitung       | Durchzügler, ehemaliger/ausnahmsweise Brutvogel | [ 376 ] | RE        |           |
| weitere Bilder | Nachtigall                                         | Luscinia megarhynchos Brehm, 1831                | Luscinia megarhynchos – Verbreitung   | regelmäßiger Brutvogel                          | [ 377 ] | LC        |           |
| weitere Bilder | Zwergschnäpper                                     | Ficedula parva (Bechstein, 1792)                 | Ficedula parva – Verbreitung          | regelmäßiger Brutvogel                          | [ 378 ] | NT        |           |
| weitere Bilder | Halbringschnäpper                                  | Ficedula semitorquata (von Homeyer, 1885)        |                                       | Ausnahmeerscheinung                             | [ 379 ] |           |           |
| weitere Bilder | Trauerschnäpper                                    | Ficedula hypoleuca (Pallas, 1764)                | Ficedula hypoleuca – Verbreitung      | regelmäßiger Brutvogel                          | [ 380 ] | LC        |           |
| weitere Bilder | Halsbandschnäpper                                  | Ficedula albicollis (Temminck, 1815)             | Ficedula albicollis – Verbreitung     | regelmäßiger Brutvogel                          | [ 381 ] | LC        |           |
| weitere Bilder | Hausrotschwanz                                     | Phoenicurus ochruros (S. G. Gmelin, 1774)        | Phoenicurus ochruros – Verbreitung    | regelmäßiger Brutvogel                          | [ 382 ] | LC        |           |
| weitere Bilder | Gartenrotschwanz                                   | Phoenicurus phoenicurus (Linnaeus, 1758)         | Phoenicurus phoenicurus – Verbreitung | regelmäßiger Brutvogel                          | [ 383 ] | LC        |           |
| weitere Bilder | Steinrötel                                         | Monticola saxatilis (Linnaeus, 1766)             | Monticola saxatilis – Verbreitung     | regelmäßiger Brutvogel                          | [ 384 ] | VU        |           |
| weitere Bilder | Blaumerle                                          | Monticola solitarius (Linnaeus, 1758)            | Monticola solitarius – Verbreitung    | Ausnahmeerscheinung, ehemaliger Brutvogel       | [ 385 ] |           |           |
| weitere Bilder | Braunkehlchen                                      | Saxicola rubetra (Linnaeus, 1758)                | Saxicola rubetra – Verbreitung        | regelmäßiger Brutvogel                          | [ 386 ] | EN        |           |
| weitere Bilder | Schwarzkehlchen, Europäisches Schwarzkehlchen      | Saxicola rubicola (Linnaeus, 1766)               |                                       | regelmäßiger Brutvogel                          |         | NT        |           |
| weitere Bilder | Sibirisches Schwarzkehlchen, Pallasschwarzkehlchen | Saxicola maurus (Pallas, 1773)                   |                                       | Ausnahmeerscheinung                             |         |           |           |
| weitere Bilder | Steinschmätzer                                     | Oenanthe oenanthe (Linnaeus, 1758)               | Oenanthe oenanthe – Verbreitung       | regelmäßiger Brutvogel                          | [ 387 ] | LC        |           |
| weitere Bilder | Isabellsteinschmätzer                              | Oenanthe isabellina (Temminck, 1829)             |                                       | Ausnahmeerscheinung                             | [ 388 ] |           |           |
| weitere Bilder | Wüstensteinschmätzer                               | Oenanthe deserti (Temminck, 1825)                | Oenanthe deserti – Verbreitung        | Ausnahmeerscheinung                             | [ 389 ] |           |           |
| weitere Bilder | Balkansteinschmätzer                               | Oenanthe melanoleuca (Güldenstädt, 1775)         |                                       | Ausnahmeerscheinung                             |         |           |           |
| weitere Bilder | Nonnensteinschmätzer, Nonnen-Steinschmätzer        | Oenanthe pleschanka (Lepechin, 1770)             | Oenanthe pleschanka – Verbreitung     | Ausnahmeerscheinung                             | [ 390 ] |           |           |

### Cinclidae– Wasseramseln
| Bild           | deutscher Name mit Hörprobe         | wissenschaftlicher Name, Autor und Wikidata-Link | Verbreitungsgebiet            | Status                 | IUCN-RL | RL-Status | Bemerkung |
| -------------- | ----------------------------------- | ------------------------------------------------ | ----------------------------- | ---------------------- | ------- | --------- | --------- |
| weitere Bilder | Wasseramsel, Eurasische Wasseramsel | Cinclus cinclus (Linnaeus, 1758)                 | Cinclus cinclus – Verbreitung | regelmäßiger Brutvogel | [ 391 ] | LC        |           |

### Passeridae– Sperlinge
| Bild           | deutscher Name mit Hörprobe    | wissenschaftlicher Name, Autor und Wikidata-Link | Verbreitungsgebiet                   | Status                 | IUCN-RL | RL-Status | Bemerkung                 |
| -------------- | ------------------------------ | ------------------------------------------------ | ------------------------------------ | ---------------------- | ------- | --------- | ------------------------- |
| weitere Bilder | Steinsperling                  | Petronia petronia (Linnaeus, 1766)               |                                      | Ausnahmeerscheinung    | [ 392 ] |           | nur vor 1950 nachgewiesen |
| weitere Bilder | Schneesperling, Schneefink     | Montifringilla nivalis (Linnaeus, 1766)          | Montifringilla nivalis – Verbreitung | regelmäßiger Brutvogel | [ 393 ] | LC        |                           |
| weitere Bilder | Feldsperling, Feldspatz        | Passer montanus (Linnaeus, 1758)                 | Passer montanus – Verbreitung        | regelmäßiger Brutvogel | [ 394 ] | LC        |                           |
| weitere Bilder | Italiensperling                | Passer italiae (Vieillot, 1817)                  | Passer italiae – Verbreitung         | regelmäßiger Brutvogel | [ 395 ] | EN        |                           |
| weitere Bilder | Haussperling, Hausspatz, Spatz | Passer domesticus (Linnaeus, 1758)               | Passer domesticus – Verbreitung      | regelmäßiger Brutvogel | [ 396 ] | LC        |                           |

### Prunellidae– Braunellen
| Bild           | deutscher Name mit Hörprobe | wissenschaftlicher Name, Autor und Wikidata-Link | Verbreitungsgebiet                | Status                 | IUCN-RL | RL-Status | Bemerkung |
| -------------- | --------------------------- | ------------------------------------------------ | --------------------------------- | ---------------------- | ------- | --------- | --------- |
| weitere Bilder | Alpenbraunelle              | Prunella collaris (Scopoli, 1769)                | Prunella collaris – Verbreitung   | regelmäßiger Brutvogel | [ 397 ] | LC        |           |
| weitere Bilder | Bergbraunelle               | Prunella montanella (Pallas, 1776)               | Prunella montanella – Verbreitung | Ausnahmeerscheinung    | [ 398 ] |           |           |
| weitere Bilder | Heckenbraunelle             | Prunella modularis (Linnaeus, 1758)              | Prunella modularis – Verbreitung  | regelmäßiger Brutvogel | [ 399 ] | LC        |           |

### Motacillidae– Stelzenverwandte
| Bild           | deutscher Name mit Hörprobe | wissenschaftlicher Name, Autor und Wikidata-Link | Verbreitungsgebiet               | Status                               | IUCN-RL | RL-Status | Bemerkung |
| -------------- | --------------------------- | ------------------------------------------------ | -------------------------------- | ------------------------------------ | ------- | --------- | --------- |
| weitere Bilder | Schafstelze                 | Motacilla flava Linnaeus, 1758                   | Motacilla flava – Verbreitung    | regelmäßiger Brutvogel               | [ 400 ] | LC        |           |
| weitere Bilder | Zitronenstelze              | Motacilla citreola Pallas, 1776                  | Motacilla citreola – Verbreitung | Durchzügler, ausnahmsweise Brutvogel | [ 401 ] |           |           |
| weitere Bilder | Gebirgsstelze, Bergstelze   | Motacilla cinerea Tunstall, 1771                 | Motacilla cinerea – Verbreitung  | regelmäßiger Brutvogel               | [ 402 ] | LC        |           |
| weitere Bilder | Bachstelze                  | Motacilla alba Linnaeus, 1758                    | Motacilla alba – Verbreitung     | regelmäßiger Brutvogel               | [ 403 ] | LC        |           |
| weitere Bilder | Spornpieper                 | Anthus richardi Vieillot, 1818                   | Anthus richardi – Verbreitung    | unregelmäßiger Gast                  | [ 404 ] |           |           |
| weitere Bilder | Brachpieper                 | Anthus campestris (Linnaeus, 1758)               | Anthus campestris – Verbreitung  | regelmäßiger Brutvogel               | [ 405 ] | CR        |           |
| weitere Bilder | Wiesenpieper                | Anthus pratensis (Linnaeus, 1758)                | Anthus pratensis – Verbreitung   | regelmäßiger Brutvogel               | [ 406 ] | VU        |           |
| weitere Bilder | Baumpieper                  | Anthus trivialis (Linnaeus, 1758)                | Anthus trivialis – Verbreitung   | regelmäßiger Brutvogel               | [ 407 ] | NT        |           |
| weitere Bilder | Waldpieper                  | Anthus hodgsoni Blackwelder, 1907                |                                  | Ausnahmeerscheinung                  | [ 408 ] |           |           |
| weitere Bilder | Rotkehlpieper               | Anthus cervinus (Pallas, 1811)                   | Anthus cervinus – Verbreitung    | Durchzügler                          | [ 409 ] |           |           |
| weitere Bilder | Bergpieper                  | Anthus spinoletta (Linnaeus, 1758)               | Anthus spinoletta – Verbreitung  | regelmäßiger Brutvogel               | [ 410 ] | LC        |           |
| weitere Bilder | Strandpieper                | Anthus petrosus (Montagu, 1798)                  | Anthus petrosus – Verbreitung    | Ausnahmeerscheinung                  | [ 411 ] |           |           |

### Fringillidae– Finkenverwandte
| Bild           | deutscher Name mit Hörprobe               | wissenschaftlicher Name, Autor und Wikidata-Link | Verbreitungsgebiet                          | Status                                           | IUCN-RL | RL-Status | Bemerkung                 |
| -------------- | ----------------------------------------- | ------------------------------------------------ | ------------------------------------------- | ------------------------------------------------ | ------- | --------- | ------------------------- |
| weitere Bilder | Buchfink                                  | Fringilla coelebs Linnaeus, 1758                 | Fringilla coelebs – Verbreitung             | regelmäßiger Brutvogel                           | [ 412 ] | LC        |                           |
| weitere Bilder | Bergfink, Nordfink                        | Fringilla montifringilla Linnaeus, 1758          | Fringilla montifringilla – Verbreitung      | Durchzügler, Wintergast, ausnahmsweise Brutvogel | [ 413 ] |           |                           |
| weitere Bilder | Kernbeißer                                | Coccothraustes coccothraustes (Linnaeus, 1758)   | Coccothraustes coccothraustes – Verbreitung | regelmäßiger Brutvogel                           | [ 414 ] | LC        |                           |
| weitere Bilder | Hakengimpel                               | Pinicola enucleator (Linnaeus, 1758)             | Pinicola enucleator – Verbreitung           | Ausnahmeerscheinung                              | [ 415 ] |           | nur vor 1950 nachgewiesen |
| weitere Bilder | Gimpel, Dompfaff, Blutfink                | Pyrrhula pyrrhula (Linnaeus, 1758)               | Pyrrhula pyrrhula – Verbreitung             | regelmäßiger Brutvogel                           | [ 416 ] | LC        |                           |
| weitere Bilder | Wüstengimpel, Wüstentrompeter             | Bucanetes githagineus (Lichtenstein, 1823)       | Bucanetes githagineus – Verbreitung         | Ausnahmeerscheinung                              | [ 417 ] |           |                           |
| weitere Bilder | Karmingimpel                              | Carpodacus erythrinus (Pallas, 1770)             | Carpodacus erythrinus – Verbreitung         | regelmäßiger Brutvogel                           | [ 418 ] | EN        |                           |
| weitere Bilder | Grünfink, Grünling                        | Chloris chloris (Linnaeus, 1758)                 | Chloris chloris – Verbreitung               | regelmäßiger Brutvogel                           | [ 419 ] | LC        |                           |
| weitere Bilder | Berghänfling                              | Linaria flavirostris (Linnaeus, 1758)            | Linaria flavirostris – Verbreitung          | Wintergast                                       | [ 420 ] |           | ausnahmsweise Brutvogel   |
| weitere Bilder | Bluthänfling, Hänfling, Flachsfink        | Linaria cannabina (Linnaeus, 1758)               | Linaria cannabina – Verbreitung             | regelmäßiger Brutvogel                           | [ 421 ] | NT        |                           |
| weitere Bilder | Taigabirkenzeisig, Birkenzeisig, Leinfink | Acanthis flammea (Linnaeus, 1758)                | Acanthis flammea – Verbreitung              | unregelmäßiger Gast                              | [ 422 ] |           |                           |
| weitere Bilder | Alpenbirkenzeisig, Birkenzeisig           | Acanthis cabaret (Statius Müller, 1776)          | Acanthis cabaret – Verbreitung              | regelmäßiger Brutvogel                           |         | (LC)      |                           |
| weitere Bilder | Polarbirkenzeisig, Polar-Birkenzeisig     | Acanthis hornemanni (Holböll, 1843)              |                                             | Ausnahmeerscheinung                              |         |           |                           |
| weitere Bilder | Kiefernkreuzschnabel                      | Loxia pytyopsittacus Borkhausen, 1793            |                                             | Ausnahmeerscheinung                              | [ 423 ] |           |                           |
| weitere Bilder | Fichtenkreuzschnabel                      | Loxia curvirostra Linnaeus, 1758                 | Loxia curvirostra – Verbreitung             | regelmäßiger Brutvogel                           | [ 424 ] | LC        |                           |
| weitere Bilder | Bindenkreuzschnabel                       | Loxia leucoptera Gmelin, 1789                    | Loxia leucoptera – Verbreitung              | Ausnahmeerscheinung                              | [ 425 ] |           |                           |
| weitere Bilder | Stieglitz, Distelfink                     | Carduelis carduelis (Linnaeus, 1758)             | Carduelis carduelis – Verbreitung           | regelmäßiger Brutvogel                           | [ 426 ] | LC        |                           |
| weitere Bilder | Zitronenzeisig, Zitronengirlitz           | Carduelis citrinella (Pallas, 1764)              |                                             | regelmäßiger Brutvogel                           | [ 427 ] | NT        |                           |
| weitere Bilder | Girlitz                                   | Serinus serinus (Linnaeus, 1766)                 | Serinus serinus – Verbreitung               | regelmäßiger Brutvogel                           | [ 428 ] | VU        |                           |
| weitere Bilder | Erlenzeisig                               | Spinus spinus (Linnaeus, 1758)                   | Spinus spinus – Verbreitung                 | regelmäßiger Brutvogel                           | [ 429 ] | LC        |                           |

### Calcariidae– Tundraammern
| Bild           | deutscher Name mit Hörprobe | wissenschaftlicher Name, Autor und Wikidata-Link | Verbreitungsgebiet                  | Status                  | IUCN-RL | RL-Status | Bemerkung |
| -------------- | --------------------------- | ------------------------------------------------ | ----------------------------------- | ----------------------- | ------- | --------- | --------- |
| weitere Bilder | Spornammer                  | Calcarius lapponicus (Linnaeus, 1758)            | Calcarius lapponicus – Verbreitung  | unregelmäßiger Gast     | [ 430 ] |           |           |
| weitere Bilder | Schneeammer                 | Plectrophenax nivalis (Linnaeus, 1758)           | Plectrophenax nivalis – Verbreitung | Durchzügler, Wintergast | [ 431 ] |           |           |

### Emberizidae– Ammern
| Bild           | deutscher Name mit Hörprobe | wissenschaftlicher Name, Autor und Wikidata-Link | Verbreitungsgebiet                   | Status                                | IUCN-RL | RL-Status  | Bemerkung |
| -------------- | --------------------------- | ------------------------------------------------ | ------------------------------------ | ------------------------------------- | ------- | ---------- | --------- |
| weitere Bilder | Grauammer                   | Emberiza calandra Linnaeus, 1758                 | Emberiza calandra – Verbreitung      | regelmäßiger Brutvogel                | [ 432 ] | EN         |           |
| weitere Bilder | Goldammer                   | Emberiza citrinella Linnaeus, 1758               | Emberiza citrinella – Verbreitung    | regelmäßiger Brutvogel                | [ 433 ] | LC         |           |
| weitere Bilder | Fichtenammer                | Emberiza leucocephalos S. G. Gmelin, 1771        |                                      | unregelmäßiger Gast                   | [ 434 ] |            |           |
| weitere Bilder | Zippammer                   | Emberiza cia Linnaeus, 1766                      | Emberiza cia – Verbreitung           | regelmäßiger Brutvogel                | [ 435 ] | NT         |           |
| weitere Bilder | Ortolan                     | Emberiza hortulana Linnaeus, 1758                | Emberiza hortulana – Verbreitung     | Durchzügler, unregelmäßiger Brutvogel | [ 436 ] | CR         |           |
| weitere Bilder | Grauortolan, Rostammer      | Emberiza caesia Cretzschmar, 1827                | Emberiza caesia – Verbreitung        | Ausnahmeerscheinung                   | [ 437 ] |            |           |
| weitere Bilder | Zaunammer                   | Emberiza cirlus Linnaeus, 1766                   | Emberiza cirlus – Verbreitung        | regelmäßiger Brutvogel                | [ 438 ] | [ Anm. 5 ] |           |
| weitere Bilder | Zwergammer                  | Emberiza pusilla Pallas, 1776                    | Emberiza pusilla – Verbreitung       | unregelmäßiger Gast                   | [ 439 ] |            |           |
| weitere Bilder | Waldammer                   | Emberiza rustica Pallas, 1776                    | Emberiza rustica – Verbreitung       | Ausnahmeerscheinung                   | [ 440 ] |            |           |
| weitere Bilder | Kappenammer                 | Emberiza melanocephala Scopoli, 1769             | Emberiza melanocephala – Verbreitung | unregelmäßiger Gast                   | [ 441 ] |            |           |
| weitere Bilder | Rohrammer, Rohrspatz        | Emberiza schoeniclus (Linnaeus, 1758)            | Emberiza schoeniclus – Verbreitung   | regelmäßiger Brutvogel                | [ 442 ] | LC         |           |